# ひたち (列車)
ひたちは、東日本旅客鉄道（JR東日本）が品川駅 - いわき駅・仙台駅間を東海道本線・東北本線・常磐線経由で運行する特急列車。
本項では、品川駅 - 土浦駅・勝田駅・高萩駅間と東京都から茨城県内まで運行される停車駅の多いときわのほか、常磐線内で運転されていた優等列車の沿革についても記述する。

## 概要

### 国鉄時代と初代「ときわ」の運行
「ひたち」は1969年（昭和44年）10月に上野駅 - 平駅（現在のいわき駅）間を運転する季節特急列車として運転を開始した。季節列車扱いであったのは当時同列車に使用されていた80系気動車が「いなほ」の間合い運用であったためである。1971年4月には上り列車のみ東京駅に乗り入れている。
1972年（昭和47年）7月には臨時列車の「ひたち」51・52号に485系電車がはじめて充当され、同年10月には定期列車にも485系電車が投入され運転区間を拡大、エル特急に指定された。
「ときわ」は、国鉄時代に快速列車→準急列車→急行列車として運行されていたが、1985年に「ひたち」に統合される形で消滅していた。

### 「スーパーひたち」「フレッシュひたち」の誕生
「スーパーひたち」は、1989年（平成元年）3月11日の651系電車投入に伴う際に、常磐線特急列車における速達型列車として運転を開始した。
その後、1997年（平成9年）10月1日には、停車型の「ひたち」がE653系電車投入により「フレッシュひたち」として運転を開始した。
1998年（平成10年）12月7日には全列車が651系またはE653系に統一され、485系電車による「ひたち」の運転を終了した。651系導入以来、車両によってほぼ系統が区別されていたが、2012年（平成24年）3月には、651系・E653系の置き換え用としてE657系電車が導入され、2013年（平成25年）3月16日のダイヤ改正ですべての定期特急列車がE657系による運転に統一された。ただし、E657系の改造工事に伴い、2013年10月1日から2015年3月13日までの間、「フレッシュひたち」1往復に限り、651系の運用が復活していた。

### 「ひたち」「ときわ」の復活・東京駅乗り入れ復活へ
2015年3月14日に上野東京ラインが開業し、速達型の名称が「ひたち」に、停車型の名称が「ときわ」に改称された。
「ひたち」は朝の下り2本（3号・5号）を除き全列車が、「ときわ」は日中を中心に品川駅発着となった。ひたちに関しては上野発が朝にあるだけで上りはすべて品川行きとなっている。上野止まりの「ひたち」は人身事故などによるダイヤの乱れが発生した場合のみである。
それにより東京駅・品川駅が乗り換えなしで利用できるようになり、東海道新幹線や東海道線への乗換え回数が減少したほか、京急線へ乗り継ぐことで羽田空港方面へのアクセス利便性が向上した。
その後、2017年10月14日ダイヤ改正に伴い、「ときわ」の品川駅発着本数が増加した。朝通勤時間帯を除く全時間帯に拡大し、上野10時以降の「ときわ」のうち、夕方通勤時間帯の一部列車を除く全列車が品川駅発着となった。
2022年3月12日のダイヤ改正で、品川駅発着の本数が更に増加し、土休日は全列車が品川駅発着となった。一方、2005年7月9日のダイヤ改正以降拡大を続けてきた上野駅15分発の「フレッシュひたち」→「ときわ」は全廃となり、本数も2004年当時の水準に戻った。

### 列車名の由来
- ひたち - 茨城県（西南部を除く）の旧国名「常陸（ひたち）」による。気動車時代のヘッドマークには小さくこの二文字が添えられていた。
- ときわ - 「常陸（ひたち）」と福島県東部（宮城県の一部を含む）の旧国名「磐城（いわき）」の合成地名である「常磐」（じょうばん）の訓読である「ときわ」から。

「ひたち」は福島県のいわき駅発着、「ときわ」は茨城県内発着であり、列車名の由来と発着駅が逆転している。
なお、準急・急行「ときわ」は上野 - 平（現・いわき駅）の運行が基本であったのに対し、「ひたち」は上野 - 仙台間の運行が多かった。
2015年3月13日までは「ひたち」の列車愛称には「スーパー」・「フレッシュ」という冠文字が付されており、基本的に上野駅 - いわき駅間の系統は速達型として「スーパーひたち」、土浦駅・勝田駅・高萩駅発着の系統は停車型として「フレッシュひたち」となっていた。ただし、いわき駅発着の「フレッシュひたち」も1往復設定されていた（その後、「ときわ」でも継続していたが2020年3月14日のダイヤ改正で高萩駅発着に短縮されている）。「ひたち」単独での愛称は1998年12月7日の改正で485系電車による運転終了とともに消滅したが、2015年3月14日改正で速達タイプとして16年3か月ぶりに復活した。また、1998年12月6日までは朝の上りの「さわやかひたち」と夜の下りの「ホームタウンひたち」があった。

## 運行概況
運行形態としては以下のように分類できる。停車駅に関してはほぼダイヤパターンなどである程度固定化されているが、早朝・夕方の時間帯などは停車駅の加減がある。各列車とも東京・上野から勝田・高萩・いわき方面には1時間に1本の割合で運転されている。
- 「ひたち」：品川駅 - いわき駅・仙台駅間を運行する速達タイプ
- 「ときわ」：品川駅 - 土浦駅・勝田駅・高萩駅間を運行する停車タイプ

号数は「ひたち」は1号から30号、「ときわ」は51号から86号が割り振られている。列車番号は号数＋M。
下り列車は、上野発7時から21時までの毎正時（00分）発は「ひたち」、7時から22時までの毎時30分発、22時・ 23時の00分発は「ときわ」で、23時00分発の「ときわ」85号が最終。品川駅発着列車は、上野駅正時発が品川駅を45分、東京駅を53分に、30分発は品川駅を15分、東京駅を23分に発車する。
上り列車は始発駅が違うためまちまちではあるが、勝田駅 - 上野駅間では最初の「ひたち」（2号）以降は「ひたち」と「ときわ」が交互に運転する。水戸駅では、9時 - 21時台は「ひたち」が27分発、「ときわ」が53分発に統一されている。水戸発の最終は21時53分発の「ときわ」86号。
「ひたち」の運行区間である品川駅 - 仙台駅間（373.9 km）はJR東日本管内の在来線昼行特急列車では最長で、JRグループの在来線昼行特急列車の中でも「にちりんシーガイア」（博多駅 - 宮崎空港駅間、413.1km）、「宗谷」（札幌駅 - 稚内駅間、396.2km）、「スーパーおき」（鳥取駅 - 新山口駅間、378.1km）、「オホーツク」（札幌駅 - 網走駅間、374.5km）に次いで5番目に長い
。
2025年3月のダイヤ改正より、53号が上野発から品川発に、54号が上野行きから品川行きにそれぞれ変更となり、ひたち・ときわの全列車が品川発着となった。
主要駅間の所要時間（ひたち）
上野駅 - 土浦駅間：上り 約41分 - 57分 下り 約38分 - 49分（66.0 km）
上野駅 - 水戸駅間：上り 約1時間08分 - 29分 下り 約1時間05分 - 18分（117.5 km）
上野駅 - いわき駅間：上り 約2時間12分 - 42分 下り 約2時間07分 - 24分（211.6 km）
品川駅 - いわき駅間：上り 約2時間28分 - 3時間00分 下り 約2時間22分 - 35分（222.0 km）
常磐線の特急の表定速度は約90 km/h強である。「ひたち」の上野駅 - 水戸駅間ではほとんどの列車が表定速度100 km/h強である。

### 停車駅
- 停車駅…●：停車、→：通過

#### ひたち
|      | 号数 | 品川駅 | 東京駅 | 上野駅 | 柏駅 | 土浦駅 | 水戸駅 | 勝田駅 | 東海駅 | 大甕駅 | 常陸多賀駅 | 日立駅 | 高萩駅 | 磯原駅 | 勿来駅 | 泉駅 | 湯本駅 | いわき駅 | 広野駅 | 富岡駅 | 大野駅 | 双葉駅 | 浪江駅 | 原ノ町駅 | 相馬駅 | 亘理駅 | 岩沼駅 | 仙台駅 |
| ---- | ---- | ------ | ------ | ------ | ---- | ------ | ------ | ------ | ------ | ------ | ---------- | ------ | ------ | ------ | ------ | ---- | ------ | -------- | ------ | ------ | ------ | ------ | ------ | -------- | ------ | ------ | ------ | ------ |
| 下り | 1号  | ●      | ●      | ●      | →    | ●      | ●      | ●      | →      | →      | →          | ●      | ●      | →      | ●      | ●    | ●      | ●        |        |        |        |        |        |          |        |        |        |        |
| 下り | 3号  | ●      | ●      | ●      | ●    | ●      | ●      | ●      | →      | →      | ●          | ●      | →      | ●      | ●      | ●    | ●      | ●        | ●      | ●      | ●      | ●      | ●      | ●        | ●      | →      | →      | ●      |
| 下り | 5号  | ●      | ●      | ●      | →    | →      | ●      | ●      | →      | ●      | ●          | ●      | ●      | →      | ●      | ●    | ●      | ●        |        |        |        |        |        |          |        |        |        |        |
| 下り | 7号  | ●      | ●      | ●      | →    | →      | ●      | ●      | →      | →      | →          | ●      | →      | ●      | →      | ●    | ●      | ●        |        |        |        |        |        |          |        |        |        |        |
| 下り | 9号  | ●      | ●      | ●      | →    | →      | ●      | ●      | ●      | ●      | ●          | ●      | ●      | →      | ●      | ●    | ●      | ●        |        |        |        |        |        |          |        |        |        |        |
| 下り | 11号 | ●      | ●      | ●      | →    | →      | ●      | ●      | →      | →      | →          | ●      | →      | ●      | →      | ●    | ●      | ●        |        |        |        |        |        |          |        |        |        |        |
| 下り | 13号 | ●      | ●      | ●      | →    | →      | ●      | ●      | →      | ●      | ●          | ●      | ●      | →      | ●      | ●    | ●      | ●        | ●      | ●      | ●      | ●      | ●      | ●        | ●      | →      | →      | ●      |
| 下り | 15号 | ●      | ●      | ●      | →    | →      | ●      | ●      | →      | →      | →          | ●      | →      | ●      | →      | ●    | ●      | ●        |        |        |        |        |        |          |        |        |        |        |
| 下り | 17号 | ●      | ●      | ●      | →    | →      | ●      | ●      | →      | ●      | ●          | ●      | ●      | →      | ●      | ●    | ●      | ●        |        |        |        |        |        |          |        |        |        |        |
| 下り | 19号 | ●      | ●      | ●      | →    | →      | ●      | ●      | →      | ●      | ●          | ●      | →      | ●      | →      | ●    | ●      | ●        |        |        |        |        |        |          |        |        |        |        |
| 下り | 21号 | ●      | ●      | ●      | →    | →      | ●      | ●      | →      | ●      | ●          | ●      | ●      | →      | ●      | ●    | ●      | ●        | ●      | ●      | ●      | ●      | ●      | ●        | ●      | ●      | ●      | ●      |
| 下り | 23号 | ●      | ●      | ●      | →    | ●      | ●      | ●      | →      | ●      | ●          | ●      | →      | ●      | →      | ●    | ●      | ●        |        |        |        |        |        |          |        |        |        |        |
| 下り | 25号 | ●      | ●      | ●      | →    | ●      | ●      | ●      | →      | ●      | ●          | ●      | ●      | →      | ●      | ●    | ●      | ●        |        |        |        |        |        |          |        |        |        |        |
| 下り | 27号 | ●      | ●      | ●      | →    | ●      | ●      | ●      | →      | ●      | ●          | ●      | →      | ●      | →      | ●    | ●      | ●        |        |        |        |        |        |          |        |        |        |        |
| 下り | 29号 | ●      | ●      | ●      | →    | ●      | ●      | ●      | →      | ●      | ●          | ●      | →      | ●      | ●      | ●    | ●      | ●        |        |        |        |        |        |          |        |        |        |        |
| 上り | 2号  | ●      | ●      | ●      | ←    | ●      | ●      | ●      | ←      | ←      | ●          | ●      | ●      | ●      | ●      | ●    | ●      | ●        |        |        |        |        |        |          |        |        |        |        |
| 上り | 4号  | ●      | ●      | ●      | ←    | ●      | ●      | ●      | ←      | ●      | ●          | ●      | ←      | ●      | ←      | ●    | ●      | ●        |        |        |        |        |        |          |        |        |        |        |
| 上り | 6号  | ●      | ●      | ●      | ←    | ←      | ●      | ●      | ←      | ●      | ●          | ●      | ●      | ←      | ●      | ●    | ●      | ●        |        |        |        |        |        |          |        |        |        |        |
| 上り | 8号  | ●      | ●      | ●      | ←    | ←      | ●      | ●      | ←      | ●      | ●          | ●      | ←      | ●      | ←      | ●    | ●      | ●        |        |        |        |        |        |          |        |        |        |        |
| 上り | 10号 | ●      | ●      | ●      | ←    | ←      | ●      | ●      | ←      | ←      | ●          | ●      | ●      | ←      | ●      | ●    | ●      | ●        |        |        |        |        |        |          |        |        |        |        |
| 上り | 12号 | ●      | ●      | ●      | ←    | ←      | ●      | ●      | ←      | ←      | ●          | ●      | ←      | ●      | ←      | ●    | ●      | ●        | ●      | ●      | ●      | ●      | ●      | ●        | ●      | ←      | ←      | ●      |
| 上り | 14号 | ●      | ●      | ●      | ←    | ←      | ●      | ●      | ←      | ●      | ●          | ●      | ●      | ←      | ●      | ●    | ●      | ●        |        |        |        |        |        |          |        |        |        |        |
| 上り | 16号 | ●      | ●      | ●      | ←    | ←      | ●      | ●      | ←      | ←      | ←          | ●      | ←      | ●      | ←      | ●    | ●      | ●        |        |        |        |        |        |          |        |        |        |        |
| 上り | 18号 | ●      | ●      | ●      | ←    | ←      | ●      | ●      | ←      | ●      | ●          | ●      | ●      | ←      | ●      | ●    | ●      | ●        |        |        |        |        |        |          |        |        |        |        |
| 上り | 20号 | ●      | ●      | ●      | ←    | ←      | ●      | ●      | ←      | ●      | ●          | ●      | ←      | ●      | ←      | ●    | ●      | ●        |        |        |        |        |        |          |        |        |        |        |
| 上り | 22号 | ●      | ●      | ●      | ←    | ←      | ●      | ●      | ←      | ●      | ●          | ●      | ●      | ←      | ●      | ●    | ●      | ●        | ●      | ●      | ●      | ●      | ●      | ●        | ●      | ←      | ←      | ●      |
| 上り | 24号 | ●      | ●      | ●      | ←    | ←      | ●      | ●      | ←      | ←      | ←          | ●      | ←      | ●      | ←      | ●    | ●      | ●        |        |        |        |        |        |          |        |        |        |        |
| 上り | 26号 | ●      | ●      | ●      | ←    | ←      | ●      | ●      | ●      | ●      | ●          | ●      | ●      | ←      | ●      | ●    | ●      | ●        |        |        |        |        |        |          |        |        |        |        |
| 上り | 28号 | ●      | ●      | ●      | ←    | ←      | ●      | ●      | ●      | ●      | ●          | ●      | ←      | ●      | ←      | ●    | ●      | ●        |        |        |        |        |        |          |        |        |        |        |
| 上り | 30号 | ●      | ●      | ●      | ←    | ●      | ●      | ●      | ●      | ●      | ●          | ●      | ●      | ←      | ●      | ●    | ●      | ●        | ●      | ●      | ●      | ●      | ●      | ●        | ●      | ●      | ●      | ●      |

#### ときわ
|      | 号数 | 品川駅 | 東京駅 | 上野駅 | 日暮里駅 | 柏駅 | 龍ケ崎市駅 | 牛久駅 | ひたち野うしく駅 | 荒川沖駅 | 土浦駅 | 石岡駅 | 友部駅 | 赤塚駅 | 水戸駅 | 勝田駅 | 東海駅 | 大甕駅 | 常陸多賀駅 | 日立駅 | 高萩駅 |
| ---- | ---- | ------ | ------ | ------ | -------- | ---- | ---------- | ------ | ---------------- | -------- | ------ | ------ | ------ | ------ | ------ | ------ | ------ | ------ | ---------- | ------ | ------ |
| 下り | 51号 | ●      | ●      | ●      | →        | ●    | →          | →      | →                | →        | ●      | ●      | ●      | →      | ●      | ●      | ●      | ●      | ●          | ●      | ●      |
| 下り | 53号 | ●      | ●      | ●      | →        | ●    | →          | →      | →                | →        | ●      | ●      | ●      | →      | ●      | ●      |        |        |            |        |        |
| 下り | 55号 | ●      | ●      | ●      | →        | ●    | →          | →      | →                | →        | ●      | ●      | ●      | →      | ●      | ●      |        |        |            |        |        |
| 下り | 57号 | ●      | ●      | ●      | →        | ●    | →          | →      | →                | →        | ●      | ●      | ●      | →      | ●      | ●      |        |        |            |        |        |
| 下り | 59号 | ●      | ●      | ●      | →        | ●    | →          | →      | →                | →        | ●      | ●      | ●      | →      | ●      | ●      |        |        |            |        |        |
| 下り | 61号 | ●      | ●      | ●      | →        | ●    | →          | →      | →                | →        | ●      | ●      | ●      | →      | ●      | ●      |        |        |            |        |        |
| 下り | 63号 | ●      | ●      | ●      | →        | ●    | →          | →      | →                | →        | ●      | ●      | ●      | →      | ●      | ●      |        |        |            |        |        |
| 下り | 65号 | ●      | ●      | ●      | →        | ●    | →          | →      | →                | →        | ●      | ●      | ●      | →      | ●      | ●      |        |        |            |        |        |
| 下り | 67号 | ●      | ●      | ●      | →        | ●    | →          | →      | →                | →        | ●      | ●      | ●      | →      | ●      | ●      |        |        |            |        |        |
| 下り | 69号 | ●      | ●      | ●      | →        | ●    | →          | →      | →                | →        | ●      | ●      | ●      | →      | ●      | ●      |        |        |            |        |        |
| 下り | 71号 | ●      | ●      | ●      | →        | ●    | ●          | ●      | →                | →        | ●      | ●      | ●      | →      | ●      | ●      |        |        |            |        |        |
| 下り | 73号 | ●      | ●      | ●      | →        | ●    | ●          | ●      | →                | →        | ●      | ●      | ●      | →      | ●      | ●      | ●      | ●      | ●          | ●      | ●      |
| 下り | 75号 | ●      | ●      | ●      | →        | ●    | ●          | ●      | →                | →        | ●      | ●      | ●      | ●      | ●      | ●      |        |        |            |        |        |
| 下り | 77号 | ●      | ●      | ●      | →        | ●    | ●          | ●      | →                | →        | ●      | ●      | ●      | ●      | ●      | ●      | →      | ●      | ●          | ●      | ●      |
| 下り | 79号 | ●      | ●      | ●      | →        | ●    | ●          | ●      | ●                | ●        | ●      | ●      | ●      | ●      | ●      | ●      |        |        |            |        |        |
| 下り | 81号 | ●      | ●      | ●      | →        | ●    | →          | →      | →                | →        | ●      | ●      | ●      | →      | ●      | ●      | ●      | ●      | ●          | ●      | ●      |
| 下り | 83号 | ●      | ●      | ●      | →        | ●    | ●          | ●      | ●                | ●        | ●      |        |        |        |        |        |        |        |            |        |        |
| 下り | 85号 | ●      | ●      | ●      | →        | ●    | ●          | ●      | ●                | ●        | ●      | ●      | ●      | →      | ●      | ●      |        |        |            |        |        |
| 上り | 52号 | ●      | ●      | ●      | ●        | ●    | ●          | ●      | ●                | ●        | ●      |        |        |        |        |        |        |        |            |        |        |
| 上り | 54号 | ●      | ●      | ●      | ●        | ●    | ●          | ●      | ●                | ●        | ●      | ●      | ●      | ●      | ●      | ●      |        |        |            |        |        |
| 上り | 56号 | ●      | ●      | ●      | ←        | ●    | ●          | ●      | ←                | ←        | ●      | ●      | ●      | ●      | ●      | ●      | ●      | ●      | ●          | ●      | ●      |
| 上り | 58号 | ●      | ●      | ●      | ←        | ●    | ●          | ●      | ←                | ←        | ●      | ●      | ●      | ●      | ●      | ●      | ●      | ●      | ●          | ●      | ●      |
| 上り | 60号 | ●      | ●      | ●      | ←        | ●    | ←          | ←      | ←                | ←        | ●      | ●      | ●      | ←      | ●      | ●      | ←      | ●      | ●          | ●      | ●      |
| 上り | 62号 | ●      | ●      | ●      | ←        | ●    | ←          | ←      | ←                | ←        | ●      | ●      | ●      | ←      | ●      | ●      |        |        |            |        |        |
| 上り | 64号 | ●      | ●      | ●      | ←        | ●    | ←          | ←      | ←                | ←        | ●      | ●      | ●      | ←      | ●      | ●      | ●      | ●      | ●          | ●      | ●      |
| 上り | 66号 | ●      | ●      | ●      | ←        | ●    | ←          | ←      | ←                | ←        | ●      | ●      | ●      | ←      | ●      | ●      |        |        |            |        |        |
| 上り | 68号 | ●      | ●      | ●      | ←        | ●    | ←          | ←      | ←                | ←        | ●      | ●      | ●      | ←      | ●      | ●      |        |        |            |        |        |
| 上り | 70号 | ●      | ●      | ●      | ←        | ●    | ←          | ←      | ←                | ←        | ●      | ●      | ●      | ←      | ●      | ●      |        |        |            |        |        |
| 上り | 72号 | ●      | ●      | ●      | ←        | ●    | ←          | ←      | ←                | ←        | ●      | ●      | ●      | ←      | ●      | ●      |        |        |            |        |        |
| 上り | 74号 | ●      | ●      | ●      | ←        | ●    | ←          | ←      | ←                | ←        | ●      | ●      | ●      | ←      | ●      | ●      |        |        |            |        |        |
| 上り | 76号 | ●      | ●      | ●      | ←        | ●    | ←          | ←      | ←                | ←        | ●      | ●      | ●      | ←      | ●      | ●      |        |        |            |        |        |
| 上り | 78号 | ●      | ●      | ●      | ←        | ●    | ←          | ←      | ←                | ←        | ●      | ●      | ●      | ←      | ●      | ●      |        |        |            |        |        |
| 上り | 80号 | ●      | ●      | ●      | ←        | ●    | ←          | ←      | ←                | ←        | ●      | ●      | ●      | ←      | ●      | ●      |        |        |            |        |        |
| 上り | 82号 | ●      | ●      | ●      | ←        | ●    | ←          | ←      | ←                | ←        | ●      | ●      | ●      | ←      | ●      | ●      |        |        |            |        |        |
| 上り | 84号 | ●      | ●      | ●      | ←        | ●    | ←          | ←      | ←                | ←        | ●      | ●      | ●      | ←      | ●      | ●      |        |        |            |        |        |
| 上り | 86号 | ●      | ●      | ●      | ←        | ●    | ←          | ←      | ←                | ←        | ●      | ●      | ●      | ←      | ●      | ●      |        |        |            |        |        |

- 「ひたち」は、上野駅 - 水戸駅間を原則無停車で運転するが、一部は柏と土浦に停車する。また、土浦全国花火競技大会開催の週末には土浦駅に上り列車が臨時停車する（開催日と翌日の予備日。順延の有無や中止にかかわらず、二日間とも停車）。また、沿線の観光シーズンやイベント開催にあわせてひたち野うしく駅（GMOインターネットレディース[注 5]開催）・石岡駅（百里基地航空祭開催）・友部駅（日本ゴルフツアー選手権開催、および周辺ゴルフ場利用のゴルファー向け）・Jヴィレッジ駅（Jヴィレッジでの試合・イベント開催）に臨時停車することがある[報道 4]。
- 「ときわ」は、土浦駅発着列車は龍ケ崎市駅 - 土浦駅間は各駅に停車する一方、勝田駅以北発着は、原則上野駅 - 土浦駅間での停車駅は通勤時間帯を除き、柏駅のみに絞られている。
- 「ひたち」も含め、偕楽園の観梅期間（おおむね2月下旬 - 3月下旬の土曜・休日、9時頃 - 15時10分頃）は、偕楽園駅に臨時停車する[報道 5]。
- かつて停車していた北千住駅・松戸駅・我孫子駅・取手駅・植田駅は、2015年3月改正までに順次停車駅から外れた。

### ダイヤパターン
上野駅（下り）10時 - 17時台発および水戸駅（上り）9時 - 20時台発のダイヤパターン。
- ●：停車駅、◯：一部列車（「ときわ」は高萩発着列車）が停車、ー：通過駅

| 列車名 | 発車時刻 | 発車時刻 | 発車時刻   | 柏駅 | 土浦駅 | 石岡駅 | 友部駅 | 水戸駅 | 勝田駅 | 東海駅 | 大甕駅 | 常陸多賀駅 | 日立駅 | 高萩駅 | 磯原駅 | 勿来駅 | 泉駅 | 湯本駅 | いわき駅 |
| 列車名 | 品川駅   | 東京駅   | 上野駅     | 柏駅 | 土浦駅 | 石岡駅 | 友部駅 | 水戸駅 | 勝田駅 | 東海駅 | 大甕駅 | 常陸多賀駅 | 日立駅 | 高萩駅 | 磯原駅 | 勿来駅 | 泉駅 | 湯本駅 | いわき駅 |
| ------ | -------- | -------- | ---------- | ---- | ------ | ------ | ------ | ------ | ------ | ------ | ------ | ---------- | ------ | ------ | ------ | ------ | ---- | ------ | -------- |
| ひたち | 45分     | 53分     | 奇数時00分 | →    | →      | →      | →      | ●      | ●      | ◯      | ◯      | ◯          | ●      | ●      | ー     | ●      | ●    | ●      | ●        |
| ときわ | 15分     | 23分     | 奇数時30分 | ●    | ●      | ●      | ●      | ●      | ●      | ◯      | ◯      | ◯          | ◯      | ◯      |        |        |      |        |          |
| ひたち | 45分     | 53分     | 偶数時00分 | →    | →      | →      | →      | ●      | ●      | ◯      | ◯      | ◯          | ●      | ー     | ●      | ー     | ●    | ●      | ●        |
| ときわ | 15分     | 23分     | 偶数時30分 | ●    | ●      | ●      | ●      | ●      | ●      |        |        |            |        |        |        |        |      |        |          |

| 列車名 | いわき駅 | 湯本駅 | 泉駅 | 勿来駅 | 磯原駅 | 高萩駅 | 日立駅 | 常陸多賀駅 | 大甕駅 | 東海駅 | 勝田駅 | 水戸駅 | 友部駅 | 石岡駅 | 土浦駅 | 柏駅 | 到着時刻      | 到着時刻 | 到着時刻 |
| 列車名 | いわき駅 | 湯本駅 | 泉駅 | 勿来駅 | 磯原駅 | 高萩駅 | 日立駅 | 常陸多賀駅 | 大甕駅 | 東海駅 | 勝田駅 | 水戸駅 | 友部駅 | 石岡駅 | 土浦駅 | 柏駅 | 上野駅        | 東京駅   | 品川駅   |
| ------ | -------- | ------ | ---- | ------ | ------ | ------ | ------ | ---------- | ------ | ------ | ------ | ------ | ------ | ------ | ------ | ---- | ------------- | -------- | -------- |
| ひたち | ●        | ●      | ●    | ●      | ー     | ●      | ●      | ◯          | ◯      | ◯      | ●      | ●      | →      | →      | →      | →    | 偶数時35-38分 | 42-44分  | 51-54分  |
| ときわ |          |        |      |        |        |        |        |            |        |        | ●      | ●      | ●      | ●      | ●      | ●    | 奇数時06-08分 | 13-15分  | 22-23分  |
| ひたち | ●        | ●      | ●    | ー     | ●      | ー     | ●      | ◯          | ◯      | ◯      | ●      | ●      | →      | →      | →      | →    | 奇数時35-38分 | 42-44分  | 51-54分  |
| ときわ |          |        |      |        |        | ◯      | ◯      | ◯          | ◯      | ◯      | ●      | ●      | ●      | ●      | ●      | ●    | 偶数時06-08分 | 13-15分  | 22-23分  |

※上野駅・東京駅・品川駅の到着時刻に関しては多少の前後あり。

### 臨時列車
多客期やイベントに合わせて臨時列車が運転されている。多客期については定期列車の区間延長や増車（途中での増解結を行わず全区間長編成で運転）で対応していたが、東日本大震災以降は運転区間の短縮や編成の固定化に伴い行われなくなった。現制度になった2015年以降は「ときわ」を増発しており、2020年には「ひたち」の臨時列車が初めて設定された。
- 毎週金曜日には、夕方に臨時「ときわ96号」が運転されていた（祝日等により前倒しとなる場合もある）[注 6]。
- ゴールデンウィーク、お盆休み、年末年始のUターンラッシュのピーク日には、高萩発上野行の臨時列車が運転されている。2015年は9月のシルバーウィークにも運転した。また、2017年からは帰省・Uターンラッシュにあわせた列車（上野駅 - 勝田駅間）を運転している。2020年8月には臨時列車として「ひたち」が1往復設定された（上野駅 - いわき駅間）。

2020年の全線復旧後は、東北新幹線で長時間・長期間の不通が見込まれる場合に、いわき駅発着の「ひたち」を延長運転もしくは臨時快速列車として仙台駅発着に延長する対応も取っている。この場合、快速区間は乗車券のみで乗車できる。
イベント関連で運転されている臨時列車は以下のものがある。なお、停車パターンが定期列車と異なる場合がある。また、2018年以降はそれまで急行列車として運転されていた列車の一部が格上げされている。
- 4月の「かすみがうらマラソン」の際には、上野駅 - 土浦駅間で臨時「ときわ（かすみがうらマラソン号）」が運転される。途中停車駅は柏駅のみ。なお、2014年以前はE653系を用いた全車指定席の快速列車として運転していた。他に、10月の水戸黄門漫遊マラソンや1月の勝田全国マラソンの際に「ときわ」が品川・上野 - 勝田間（上野 - 水戸間の停車駅は土浦・柏のみ。土浦は通過の場合あり）が運転される（1往復。年により下りのみ）。
- 2019年まで開催されていたROCK IN JAPAN FESTIVALの開催日の臨時列車は、石岡駅・友部駅を通過し、柏駅・土浦駅（年により通過）・水戸駅のみ停車していた[報道 6]。2018年には、前年まで急行列車として運転していた列車1往復も「ときわ」に変更している。

#### 相馬野馬追号
震災前に急行列車として運転されていた「相馬野馬追号」は、2022年は「ひたち（相馬野馬追号）」として上野駅 - 原ノ町駅間で運転された（上野駅 - 水戸駅間の停車駅は「ときわ」に近い）。2020、2021年は土浦駅 - 原ノ町駅間での運転が予定されていたが、イベントの中止・縮小により列車の運転も中止となった。2024年は相馬野馬追の開催時期が同年から5月に変更されたため、同列車も運行時期が変更されている。

##### 2021年
7月25日に土浦駅 - 原ノ町駅間での運転が予定されていたが、新型コロナウイルス感染症の感染拡大により相馬野馬追が無観客開催となったため、運転取りやめとなった。
- ひたち91号（相馬野馬追号）土浦6:21発→原ノ町9:25着
- ひたち92号（相馬野馬追号）原ノ町15:10発→土浦18:05着

停車駅
土浦駅 - 石岡駅 - 友部駅 - 水戸駅 - 勝田駅 - 大甕駅 - 日立駅 - 高萩駅 - 磯原駅 - 勿来駅 - 泉駅 - 湯本駅 - いわき駅 - 富岡駅 - 原ノ町駅

##### 2022年
7月24日に上野駅 - 原ノ町駅間で運転された。
- ひたち91号（相馬野馬追号）上野6:00発→原ノ町9:25着
- ひたち92号（相馬野馬追号）原ノ町15:23発→上野19:26着

停車駅
上野駅 - 柏駅 - 龍ケ崎市駅 - 牛久駅 - 土浦駅 - 石岡駅 - 友部駅 - 水戸駅 - 勝田駅 - 大甕駅 - 日立駅 - 高萩駅 - 磯原駅 - 勿来駅 - 泉駅 - 湯本駅 - いわき駅 - 富岡駅 - 原ノ町駅
2011年3月の東日本大震災による不通や、新型コロナウイルス感染症の影響で2021年の相馬野馬追号が運転取りやめとなったことにより、2010年の急行相馬野馬追号以来、12年ぶりの運転であり、特急としては初の運転となった。また、2020年に常磐線が全線再開して以来初の運転となった。

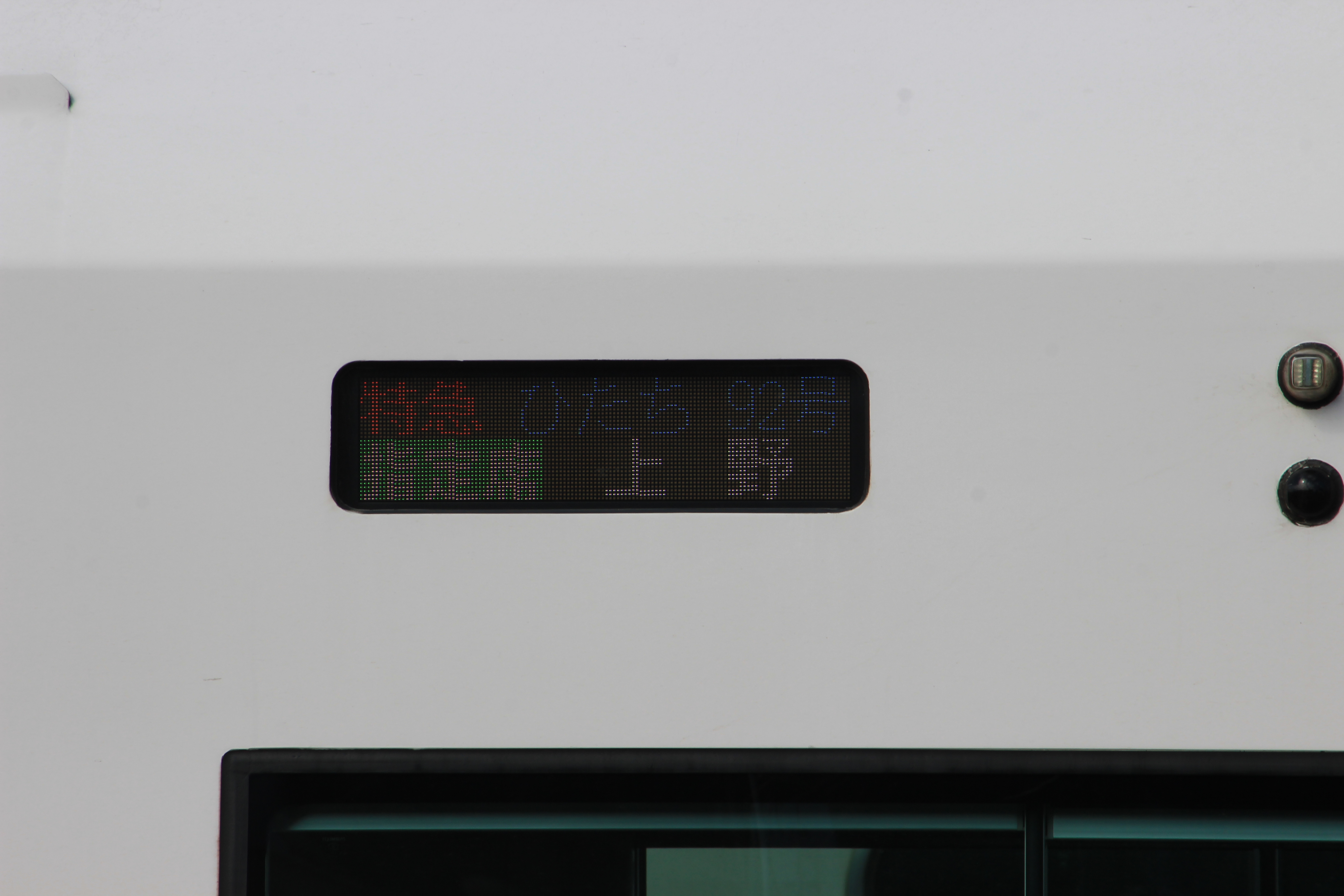
ひたち92号（相馬野馬追号）日本語行先表示
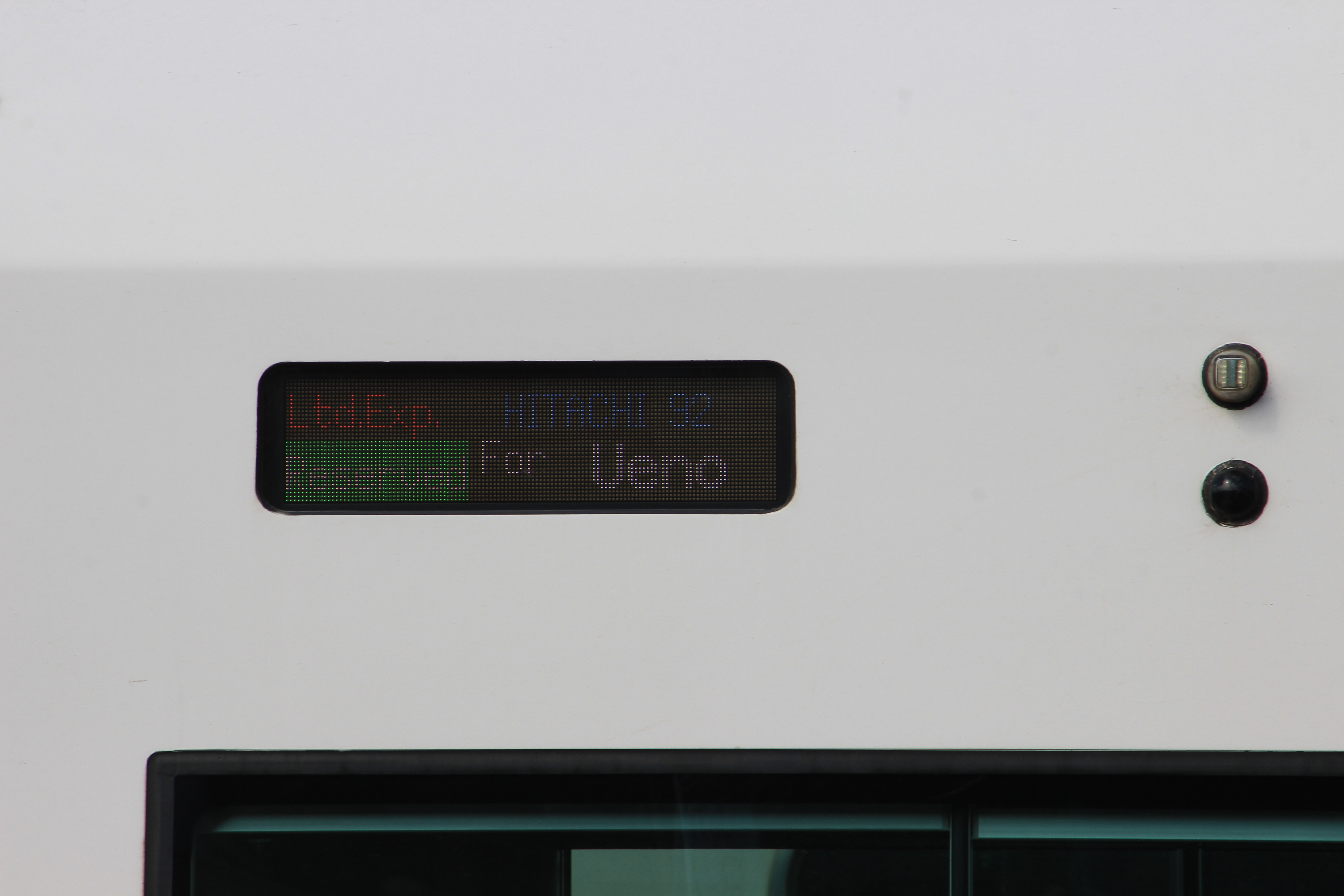
ひたち92号（相馬野馬追号）英語行先表示

##### 2023年

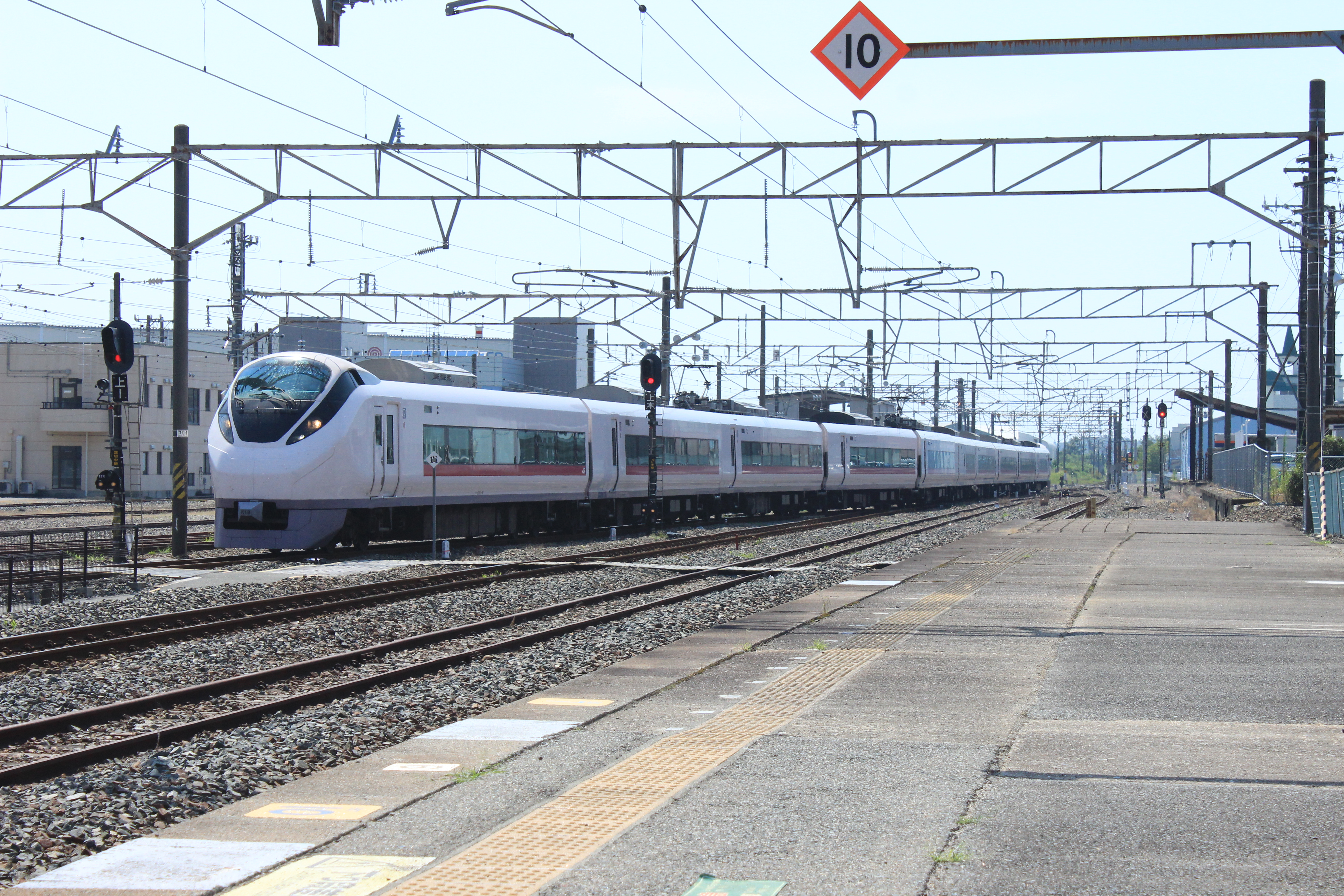
2023年E657系相馬野馬追号原ノ町駅入線シーン

7月30日に上野駅 - 原ノ町駅間で運転された。
- ひたち91号（相馬野馬追号）上野6:10発→原ノ町9:28着
- ひたち92号（相馬野馬追号）原ノ町15:23発→上野19:26着

停車駅
上野駅 - 柏駅 - 龍ケ崎市駅 - 牛久駅 - 土浦駅 - 石岡駅 - 友部駅 - 水戸駅 - 勝田駅 - 大甕駅 - 日立駅 - 高萩駅 - 磯原駅 - 勿来駅 - 泉駅 - 湯本駅 - いわき駅 - 富岡駅 - 原ノ町駅
相馬野馬追の開催時期が2024年より7月から5月に変更になったため、7月の運転は最後となった。

##### 2024年
5月26日に、東京駅 - 原ノ町駅間で運転された。
- ひたち91号（相馬野馬追号）東京6:16発→原ノ町9:26着
- ひたち92号（相馬野馬追号）原ノ町15:50発→東京19:01着

停車駅
上野駅 - 柏駅 - 土浦駅 - 水戸駅 - いわき駅 - 原ノ町駅

##### 2025年
5月24日・25日に、品川駅（4号は東京駅） - 原ノ町駅間で運転された。同年から2日間運行され、本数も2往復に増便された。
使用車両
1・4号はE657系（10両編成）、2・3号はE653系（7両編成）が使用された。

### 使用車両・編成
2023年3月18日現在、全列車がE657系（10両編成・グリーン車連結）により運転されている。
全車指定席であるが、座席未指定券で普通車の空席を利用できる。なお、座席の発売状況を示すランプが設置されている。
車内販売はJR東日本サービスクリエーションが「ひたち」のみ担当しており「ときわ」は全列車で行っていない。

### 担当車掌の所属区所
- 上野運輸区：上野駅 - 勝田駅間
- 土浦運輸区：上野駅 - 勝田駅間
- 水戸運輸区：水戸駅 - いわき駅間
- 勝田運輸区：上野駅 - いわき駅間
- いわき運輸区：水戸駅 - いわき駅間
- 原ノ町運輸区：いわき駅 - 仙台駅間（全列車）

### 特急料金
全車指定席化に伴い料金体系が変更された。また、通年同額となり、繁忙期・閑散期の区別が廃止されているほか、水戸駅・勝田駅での乗り継ぎ料金制度も採用していない。
料金は特別急行券#座席未指定券を参照。

### 特別企画乗車券
2015年現在、本列車に対して有効な特別企画乗車券は「定期券用ウィークリー料金券」1つのみである。
- 定期券用ウィークリー料金券 ※2015年2月14日発売開始 ・ 2015年3月14日利用開始[報道 7]
上野（東京・品川からも利用可）から51 km以上100 km以内（牛久 - 石岡）と101 km以上150 km以内（友部 - 日立[注 7]）、柏から51 km以上100 km以内（石岡 - 勝田）の定期乗車券利用者に対して発売。連続する7日間に、往復各5回ずつの座席指定が可能（未指定での利用には制限なし）。
当初、2015年3月14日改正以後の「ひたち」「ときわ」ではえきねっと割引以外の割引制度が導入される予定はなかった。しかし、水戸地区から通勤通学で特急を頻繁に使用する利用者にとっては現行の「定期券用月間料金券」と比較して大幅な負担増となるため、茨城県や同県県央地区の自治体から割引制度の導入を求める声が上がり、「定期券用ウィークリー料金券」の発売決定に至った[新聞 2]。

### えきねっとチケットレスサービス
2015年（平成27年）3月14日より「えきねっとチケットレスサービス」の対象列車が「ひたち」「ときわ」に拡大され、利用可能となった。通常の特急券を購入するより安い。距離・金額にかかわらず、キャンペーン期間を除けば通常の特急券より100円引きとなる。これにより、200 - 300キロ区間は、150 km境で分割購入すると割安になった。
- チケットレスサービスの利用1回につき、距離・金額にかかわらず「えきねっとポイント」30ポイント（75円相当）が付与されていた。
- 2021年6月27日（日）以降、JRE POINTを5％付与するかたちへ変更となった。

## 2015年3月13日以前の運行概況
2015年3月14日のダイヤ改正以前は、現行の「ひたち」が「スーパーひたち」、「ときわ」が「フレッシュひたち」として運転されていた。
「スーパーひたち」は号数+M、「フレッシュひたち」は号数+1000Mであった。「フレッシュひたち」については、2013年3月までは651系・E657系充当列車（グリーン車連結）が号数+2000M、E653系充当列車（グリーン車なし）が号数+1000Mと区別されていたが、使用車両がE657系に統一されたことで解消された。また、2013年10月より、651系が再び運用に就いていたが、列車番号は変化していなかった（時刻表では、車両が異なる旨の注記があった）。号数は、両者区別されず通しでつけられていた（「スーパーひたち3号」の次に運転する列車が「フレッシュひたち5号」、次が「スーパーひたち7号」）。
651系・E653系とともに運転された2012年3月17日から2013年3月15日までは、E657系で運転する列車には「新型車両で運転」との注記がなされていた。
- 「スーパーひたち」：上野駅 - いわき駅間
- 「フレッシュひたち」：上野駅 - 土浦駅・勝田駅・高萩駅・いわき駅間

この当時は現在よりも停車駅が多く、1日に数本しか停車しない駅もあった（これらの駅は、現行制度への移行時に整理された）。「スーパーひたち」では、途中停車駅が水戸駅・勝田駅・日立駅・泉駅・湯本駅の5駅のみという列車（現在の「ひたち」には日立駅 - 泉駅間を無停車で運転する列車はない）や、水戸駅以南の停車駅が「フレッシュひたち」と大差ない列車（土浦駅のほか、赤塚駅・友部駅・石岡駅にも停車）もあった。
なお、水戸駅・勝田駅で当日中に改札を出ずに特急列車に乗り継ぐ場合は、特急料金は乗車駅からの通算で計算することができた。「ひたち」「ときわ」ではこの乗り継ぎ料金制度は採用していない。
2011年3月11日の東日本大震災発生前は、上野駅 - 原ノ町駅・仙台駅間の系統も運行されていた。上野駅・仙台駅は正式には東北本線の駅であり、寝台特急や臨時特急などに東北本線経由の列車があることから、上野発仙台行き・仙台発上野行きの行先表示器の字幕表示は下部に小さく「常磐線経由」と表記されていた。また、朝にはいわき発仙台行きが1本（「スーパーひたち」1号・いわき駅7時31分始発）設定され、夜間は7両編成が原ノ町駅で留置されていた。上野駅 - 仙台駅間の所要時間は約4時間09分 - 4時間23分 (362.9km)であった。

### 東日本大震災の影響と系統分離
2010年12月6日のJR東日本プレスリリースにて、2012年春の新型車両導入に伴う常磐線特急列車の再編が明らかとなった。
計画では、特急の運行区間を上野駅 - いわき駅間と、いわき駅 - 仙台駅間に分割し、前者に新型のE657系を充当、後者にはE653系を充当し、651系についてはいわき以南で使用し2012年秋までにE657系に順次置き換え、というものであった。
いわき駅 - 仙台駅間で運行される特急の名称については、2011年2月にJR東日本水戸支社で募集を行い、同年4月上旬以降に発表される予定であった。これに対し相双地域の住民からは「東京が遠くなる」として直通列車の運行継続を求める声もあった。
しかし、2011年3月に発生した東北地方太平洋沖地震（東日本大震災）および東京電力・福島第一原子力発電所事故による影響により、常磐線は広範囲での運転見合わせを余儀なくされ、その後運転が徐々に再開されるも、「スーパーひたち」の運行は上野駅 - いわき駅間に限られることになった。
震災後、2012年3月17日のダイヤ改正では、当時（上野駅 - いわき駅運行）のダイヤ全体の4割をE657系に置き換えた。しかし、計画と異なりE653系も引き続き「フレッシュひたち」で使用されることになった。また、E657系の導入完了時期も、「2012年秋」から「2012年度中」に変更となった。改正後は以下のような運用となった。
- 「スーパーひたち」 - E657系：20本、651系：10本
- 「フレッシュひたち」 - E657系：9本、E653系：30本、651系：2本

このダイヤ改正により、東日本大震災以降「当面の間運休」とされていたいわき駅 - 仙台駅間は「スーパーひたち」の運行区間から正式に外れ、「スーパーひたち」は全列車が上野駅 - いわき駅間の運転となった。このため、いわき発仙台行きの「スーパーひたち1号」の運行は打ち切りとなり、下り列車は「1号」を欠番として「スーパーひたち3号」からはじまることになる。
2012年度末となる2013年3月16日のダイヤ改正で「スーパーひたち」「フレッシュひたち」は全列車がE657系での運行に統一された（ただし2013年10月1日に651系が復活したため、未統一に戻る）。なお、運行体系については計3本の増発や停車駅見直しは行われるものの、ほぼ2012年のダイヤ改正当時と変更はなされなかった。列車名も「スーパーひたち」「フレッシュひたち」のまま変更はなく、「1号」の欠番もそのままである。
その後、2015年3月14日のダイヤ改正で「スーパーひたち」を「ひたち」、「フレッシュひたち」を「ときわ」に改称するとともに、列車名の号数も「ひたち」を1号から、「ときわ」を51号からと変更したものの、運行形態自体には大きな変化はない。
2019年7月5日、JR東日本は不通となっていた富岡駅から浪江駅間が2019年度末までに復旧し、常磐線全線で運転再開することに合わせてE657系を増備し、東京都区内と仙台駅間を常磐線経由で直通する特急列車を運行する計画であることが公表された。
なお、E653系については、2013年秋から基本編成が新潟駅 - 酒田駅・秋田駅間の特急「いなほ」に、付属編成については、2015年3月14日の北陸新幹線延伸開業に伴い新潟駅 - 上越妙高駅間に新設される特急「しらゆき」に全編成が転用されたため、常磐線内での同系列の転属計画は事実上の中止となった。E653系は2018年10月に勝田車両センターに1編成が転入したものの、波動用として使用されている。
651系については、2013年10月から2015年3月まで、「フレッシュひたち」61号・4号の運用に入ったが、大半の車両が大宮総合車両センターに転属し、高崎線特急「草津」（当時）・「あかぎ」・「スワローあかぎ」（当時）に転用され、残った編成に関しても、常磐線いわき駅 - 富岡駅間の普通列車や臨時列車を中心に運用されたが、2019年までに0番台基本編成は前述のE653系転属に伴い全廃され、付属編成についても、常磐線全線復旧に伴い2020年3月13日をもって定期運用から離脱した。大宮総合車両センターに転属した編成についても、付属編成は2015年3月をもって定期運用から離脱し、うち1本は国府津車両センターに転属の上、2016年7月16日から観光列車「伊豆クレイル」として運用を開始した。なお、当該列車は2020年（令和2年）6月28日を最後に運転を終了することがJR東日本より発表されたものの、新型コロナウイルス感染拡大の影響により運転が中止されたため、3月29日が事実上の最終運転となった。

### 特定特急料金
水戸駅 - 原ノ町駅間で101 km以上となる区間の自由席特急料金は1,300円だった（東日本大震災後、適用区間なし）。2014年3月までは1,260円だった。
なお、不通区間の特急料金は震災後も設定されていたが、2015年3月14日のダイヤ改正に伴う制度変更により廃止されている。この特定特急料金も同時に廃止された。
2020年3月のダイヤ改正に伴い、指定席の事前料金及び車内料金が発表された。前例の場合（100km超～150km以下）、指定席の事前料金は1,580円となる。

### 車両
- E657系電車：2012年3月17日 -
- 651系電車：1989年3月11日[2] - 2013年3月15日、2013年10月1日 - 2015年3月13日
E657系投入前までは、「スーパーひたち」全列車と、「フレッシュひたち」の一部で使用されていた。
2012年3月17日のダイヤ改正前までは、651系で運転される「スーパーひたち」に、勝田駅で増解結を行う列車が設定されていた。また、東日本大震災前はいわき駅での増解結もあり、いわき駅 - 原ノ町駅・仙台駅間は4両（原ノ町駅留置列車は7両）で運行されていた。多客期は切り離しを行わず、全区間を11両編成で運転する列車が設定されていた。なお、2012年3月17日以降は全列車全区間11両編成で運転した。
2013年10月1日から2015年3月13日まで、「フレッシュひたち」1往復に使用された[報道 1]。
2014年秋季より常磐線内の臨時列車の運用をE653系から引き継ぎ、急行→快速「ぶらり横浜・鎌倉号」などで使用されていた。
- E653系電車：1997年10月1日 - 2013年3月15日
E657系投入前まで、「フレッシュひたち」の大半の列車で使用されていた。全車普通車でグリーン車は連結されていない。勝田駅で増解結を行う列車が設定されていた（14両・11両→7両）。
2013年3月16日のダイヤ改正以降は、多客期に増発される臨時「フレッシュひたち」や臨時急行・快速列車（ぶらり鎌倉号、ぶらり高尾散策号など）で2014年8月まで使用された。基本編成は「いなほ」に[報道 17][報道 18]、付属編成は「しらゆき」に[報道 15]それぞれ転用することとなり、全編成が新潟車両センターに転属した。これにより、2014年秋季以降の臨時列車の運用はE657系および651系が担うことになった。
2018年10月19日より、新潟車両センターに所属する1000番台7両編成を旧国鉄色へ変更した上で、2019年（平成31年）春期より常磐線内の臨時列車へ充当する計画が水戸支社より発表された[報道 19]。
- 80系気動車：1969年10月 - 1972年10月[1]
秋田機関区所属で、上野 - 秋田間を上越・羽越本線経由で運転する特急「いなほ」の間合い運用として「ひたち」に使用された[1]。先頭車はボンネット型のキハ81形であり[1]、「電化区間のみを走る気動車特急」という異色さと、「はつかり」電車化以来1年ぶりの常磐線での運用も注目された。
- 483・485系電車：1972年7月・10月 - 1998年12月7日[新聞 1]
1972年7月の「ひたち」51・52号が483・485系電車にて運転されたのを機に同年10月から全列車に投入された[1]。1985年3月のダイヤ改正では九州地区からボンネット形のクハ481形0番台が勝田電車区に多数転入し[1]、全編成とも先頭車をボンネット形とした11両編成に統一[1][注 13][注 14]、直流側を交直流特急で初めて1基パンタのみで走行するようになった。その後、1986年11月改正時に300番台車が再度転入して一部編成に使用された他、民営化後にはサロ481形を格下げ・非貫通先頭車化したクハ481形1100番台も使用された。

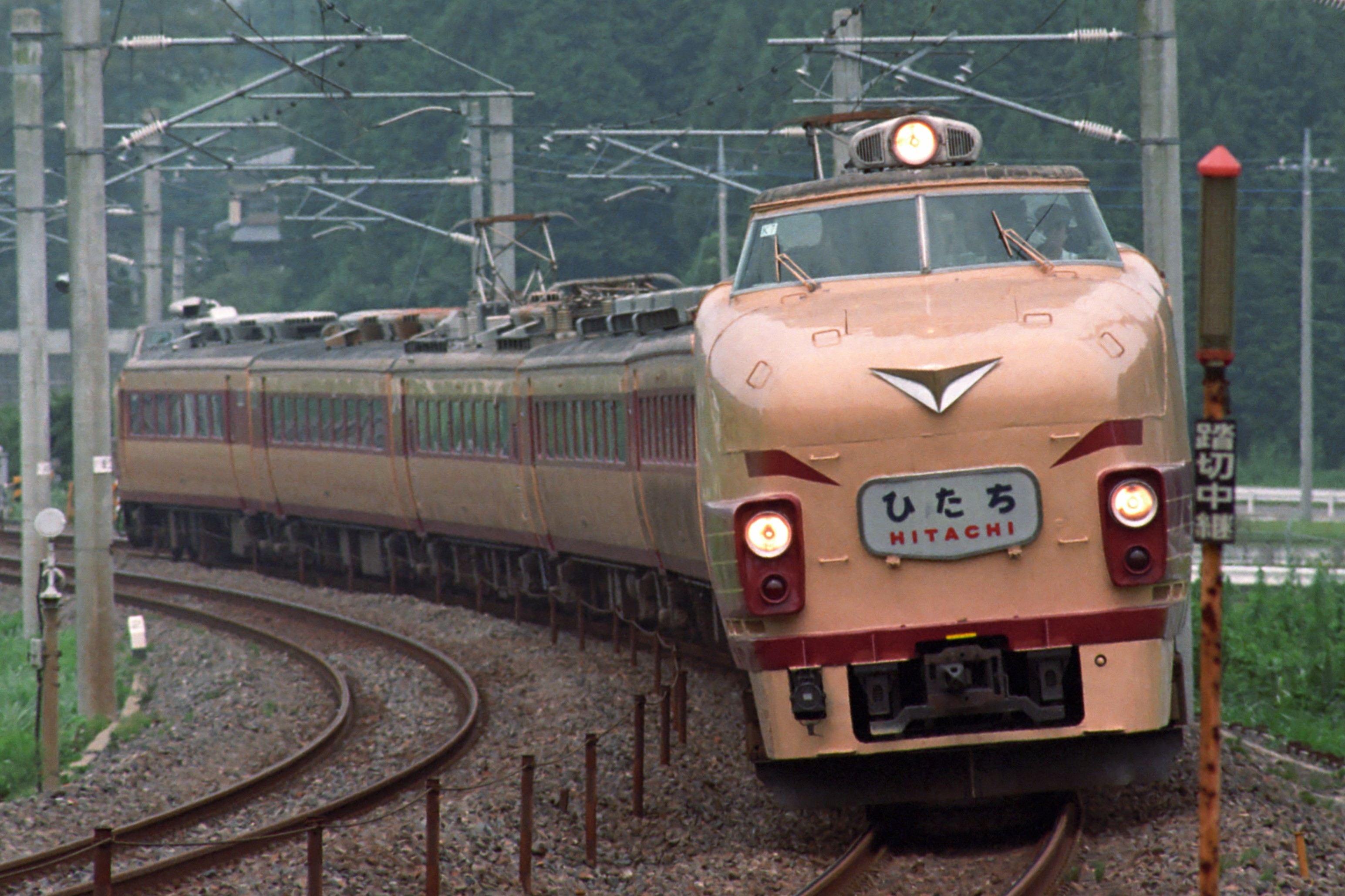
485系「ひたち」
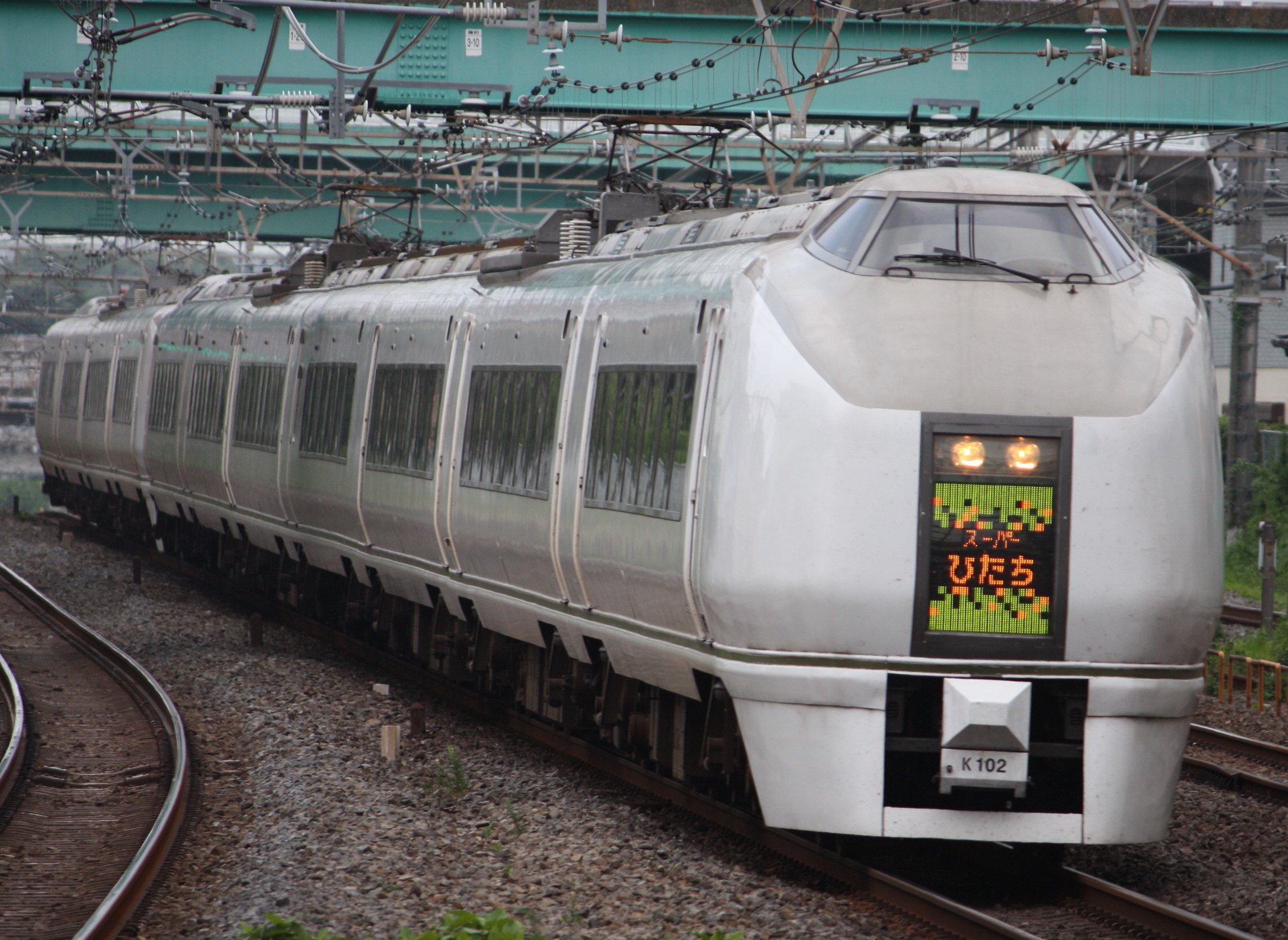
651系「スーパーひたち」
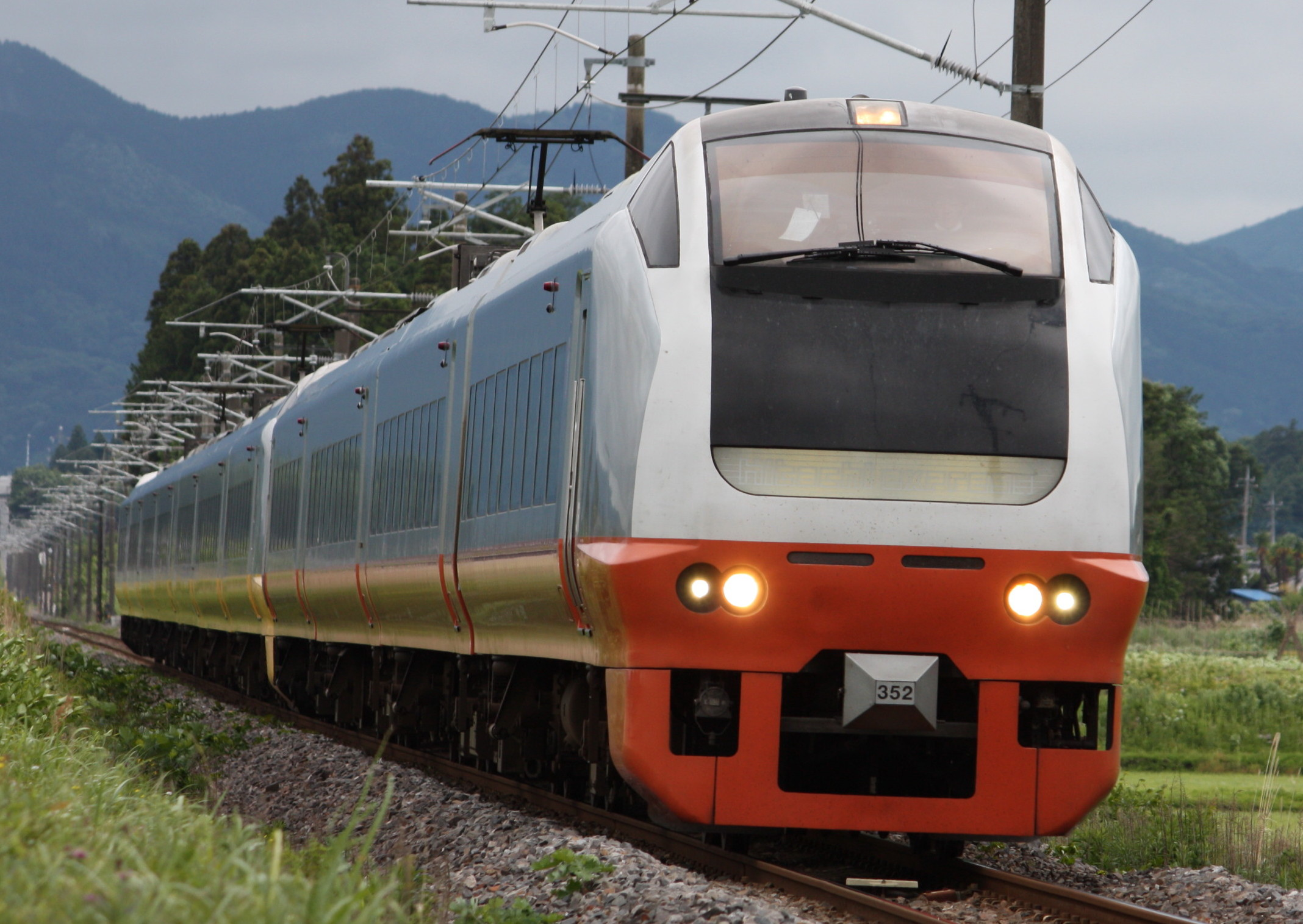
E653系「フレッシュひたち」

### 特別企画乗車券
常磐自動車道を経由する高速バス（「みと号」・「ひたち号」・「いわき号」など）や自家用車との競合があり、通常より割安にした特別企画乗車券が多く設定されていた。一部を除き、利用期間の制限もないものが多かった。しかし、2013年までに大半が廃止されている。
- ひたち回数券 ※2015年3月13日を以って販売終了[報道 8][報道 9]
- フレッシュひたち料金回数券 ※2015年3月13日を以って販売終了[報道 8][報道 9]
- 定期券用月間料金券 ※2013年8月31日を以って一部区間の販売終了 ・ 2015年2月14日を以って全区間販売終了[報道 8][報道 9]
- ひたち東京週末フリーきっぷ（大人・学生・小人） ※2013年9月30日を以って販売終了[報道 20]
- ひたち往復きっぷ ※2013年9月30日を以って販売終了[報道 20]
- ひたち東京フリーきっぷ ※2013年9月30日を以って販売終了[報道 20]

## 常磐線昼行優等列車沿革

### 東北急行群としての再開
- 1947年（昭和22年）6月：上野駅 - 青森駅間を、常磐線・東北本線経由で走る急行207・208列車が運転開始。1944年（昭和19年）12月に戦前の急行列車が全廃になって以来、2年半ぶりに同線に優等列車が登場した。
- 1950年（昭和25年）11月：上野駅 - 青森駅間を常磐線・東北本線経由で運行していた急行201・202列車に「みちのく」と命名。同線初の「列車愛称」となった。（「つがる」の項も参照）
- 1954年（昭和29年）10月：上野駅 - 青森駅間を常磐線経由で運転していた、元連合軍専用列車であり、1952年（昭和27年）から「特殊列車」と称する一部のみ日本人にも開放されていた列車が、完全に日本人に開放され、ただの急行列車となった。同時に、同列車には「十和田」と命名された。

### 線内準急「ときわ」とその周辺列車群
- 1955年（昭和30年）：上野駅 - 水戸駅間を運行する快速列車、「ときわ」・「つくばね」が運転開始。
- 1958年（昭和33年）
  - 6月：「つくばね」は名称を「ときわ」に統合し、「ときわ」は準急列車に昇格。同時に平駅（現在のいわき駅）まで運転区間を延長。
  - 10月：上野駅 - 青森駅間を常磐線・東北本線経由で運行する特急列車「はつかり」が運転開始。
- 1959年（昭和34年）9月：上野駅 - 仙台駅間を常磐線経由で運行する気動車急行「みやぎの」が運転開始。
- 1960年（昭和35年）
  - 6月：水戸駅 - 仙台駅間を運行する準急「そうま」が運行開始。
  - 12月：特急「はつかり」がキハ80系気動車を使用し、初の気動車による特急列車となった。
- 1963年（昭和38年）10月：上野駅 - 平駅間を運行する全席座席指定制の電車準急列車として、「ひたち」が運転開始。
- 1965年（昭和40年）10月：「みちのく」が東北各地への多層立て気動車急行として1往復増発され2往復となる。
- 1966年（昭和41年）3月：「ときわ」「ひたち」「そうま」が急行列車に昇格。
- 1967年（昭和42年）10月：「ひたち」が「ときわ」に統合。また「ときわ」の一部列車を東京駅乗り入れ開始。
- 1968年（昭和43年）10月：「そうま」の上り列車を上野駅まで乗り入れ。「ときわ」の1往復を仙台発着の「そうま」に組み入れる。また特急「はつかり」は電車化され、東北本線経由（黒磯駅経由）に変更される。「みちのく」の1往復（客車列車）を、急行「十和田」に編入、「みちのく」は気動車急行のみとなる。

### 線内特急「ひたち」の運転開始

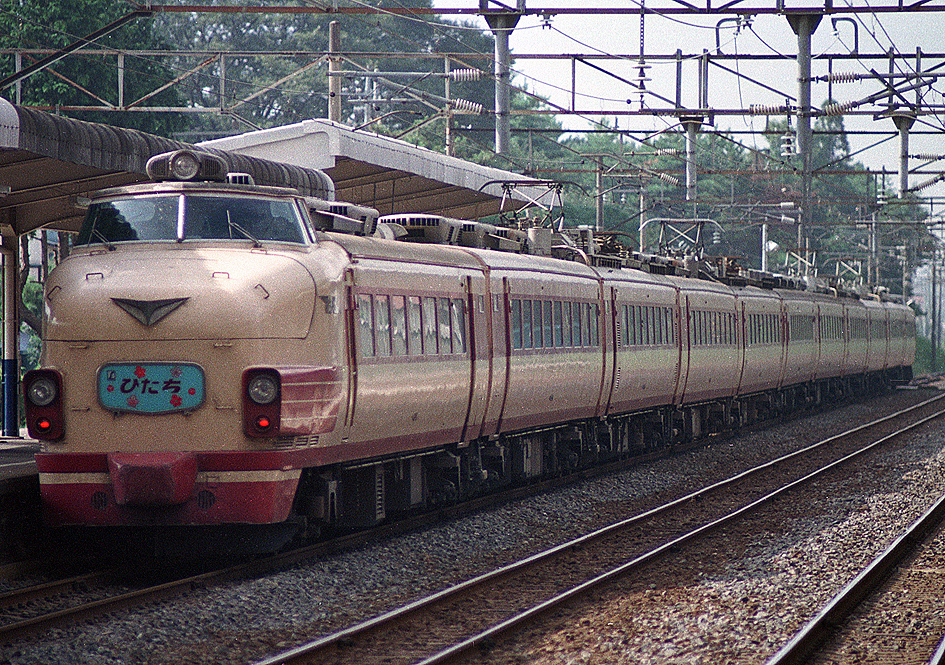
485系電車「ひたち」（1985年）

- 1969年（昭和44年）10月：上野駅 - 平駅間を運行する季節特急列車[注 15]として、「ひたち」運転開始[1]（列車番号：6001D・6002D）。
- 1970年
  - 7月（昭和45年）：特急「ひたち」に、上野駅発着の特急として初めて自由席2両を設置。
    - 登場時は全席指定だったが、短距離の利用者が多い点を考慮したため。

  - 10月：特急「ひたち」定期列車化。急行「みちのく」廃止。
- 1971年（昭和46年）4月：「ひたち」の上り列車のみ東京駅に乗り入れ。
- 1972年（昭和47年）
  - 3月：「そうま」の2往復を盛岡駅発着に延長し、「もりおか」と名称を変更。急行「十和田」昼行1往復の格上げで上野駅 - 青森駅間に、特急「みちのく」が1往復運転開始。
なお、この格上げした「十和田（下り）・（上り）1号」は1968年10月まで客車急行「みちのく」を名乗っていた。
  - 7月：夏「ひたち」51・52号が485・489系電車を使用して運転。
  - 10月：「ひたち」に485系電車を使用開始[1]。電車特急となる[1]。また、「ひたち」5往復に増発し[1]、運転区間を東京駅・上野駅 - 平駅・原ノ町駅・仙台駅間に拡大。なお、平駅・原ノ町駅発着各2往復、仙台駅発着1往復。同時にエル特急に指定。
- 1973年（昭和48年）
  - 4月：「ひたち」の上り1号のみ実施されていた、東京駅乗り入れを中止。
  - 10月：「ひたち」を6往復に増発[1]。
- 1975年（昭和50年）3月：「ひたち」を8往復に増発[1]。
- 1978年（昭和53年）10月：「ひたち」を11往復に増発[1]。
  - 一部の「ひたち」が友部駅・高萩駅に停車するようになる[18]。
  - 一部の列車で営業していた食堂車を全廃。また急行「そうま」は「ときわ」に編入され、愛称消滅。
- 1981年（昭和56年）10月：一部の「ひたち」が土浦駅に停車するようになる。

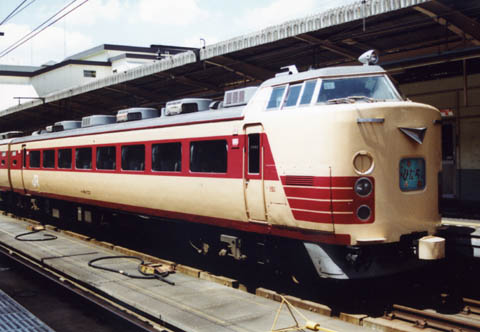
クハ481 300番台「ひたち」

- 昭和53年10月改正時の急行「ときわ」・「もりおか」停車駅（列車によって停車駅は異なる）
  - 上野駅 - 我孫子駅 - 土浦駅 - 石岡駅 - 友部駅 - 赤塚駅 - 水戸駅 - 勝田駅 - 東海駅 - 大甕駅 - 常陸多賀駅 - 日立駅 - 高萩駅 - 磯原駅 - 大津港駅 - 勿来駅 - 植田駅 - 泉駅 - 湯本駅 - 平駅（現在のいわき駅） - 四ツ倉駅 - 広野駅 - 富岡駅 - 大野駅 - 双葉駅 - 浪江駅 - 小高駅 - 原ノ町駅 - 相馬駅 - 亘理駅 - 岩沼駅 - 仙台駅 - 塩釜駅 - 松島駅 - 小牛田駅 - 瀬峰駅 - 石越駅 - 花泉駅 - 一ノ関駅 - 平泉駅 - 前沢駅 - 水沢駅 - 北上駅 - 花巻駅 - 日詰駅 - 仙北町駅 - 盛岡駅
- 廃止直前の特急「みちのく」停車駅
  - 上野駅 − 水戸駅 − 日立駅 − 湯本駅 − 平駅 − 原ノ町駅 − 相馬駅 − 仙台駅 − 小牛田駅 − 一ノ関駅 − 盛岡駅 − 一戸駅 − 八戸駅 − 三沢駅 − 青森駅

### 常磐線優等列車としての「ひたち」と派生列車群
- 1982年（昭和57年）11月15日：東北新幹線本格開業[注 16]に伴い、仙台駅より先、盛岡・青森方面を結ぶ特急「みちのく」・急行「もりおか」などの昼行特急列車・急行列車を全廃。急行「十和田」は夜行のみ存続。これにより、常磐線を運行する列車名は特急「ひたち」・急行「ときわ」の2種類のみとなった。また、「みちのく」・「もりおか」の廃止に伴い、仙台駅発着の「ひたち」1往復、「ときわ」2往復を増発。編成は従来12両と9両の2種類あったが全て12両編成に統一。
  - 一部の「ひたち」が、石岡駅と勝田駅に停車するようになる[19]。
- 1985年（昭和60年）3月14日：急行「ときわ」が特急「ひたち」に編入されて定期列車の運転を終了。「ひたち」は下り24本、上り23本に増発し国鉄在来線特急列車での運行本数最多となった[1]。
  - 編成は1両減車して11両編成になったほか、車両の所属を仙台運転所から勝田電車区に移管。また、九州地区からの車両転配によりすべての先頭車がボンネット型となる。またボンネット型車両の愛称板がイラストマークとなる。
  - 急行「ときわ」の廃止に伴い、新たに我孫子駅・取手駅・東海駅・大甕駅・磯原駅・大津港駅・植田駅・広野駅・亘理駅が特急停車駅に加わる。
  - 平駅以北がランダム停車だったため、平駅 - 原ノ町駅間で停車駅を整理。旧「ときわ」1号の流れを組んだ「ひたち」1号が平発仙台行きの変則のため、上野発原ノ町行きの便の下り「ひたち」1本が四ツ倉駅・広野駅・大野駅・双葉駅・小高駅が通過となる。下り2本、上り3本の上野駅 - 仙台駅便の「ひたち」の平駅 - 原ノ町駅間の停車駅が富岡駅と浪江駅に絞られる。
  - 上野駅 - 原ノ町駅便の「ひたち」1往復が仙台駅へ臨時延長される。
  - 1往復併結されていた急行「奥久慈」が廃止。
  - 急行「十和田」を臨時列車に格下げ。
- 1986年（昭和61年）11月1日：上野駅発着の特急「ひたち」が26往復に増発[注 17]。編成は485系9両編成に統一。
  - この増発で、号数が下り53号、上り52号までに達する。それまで50番台の号数は在来線列車の場合、臨時列車に与えるのが国鉄の慣例になっていたが、定期列車で初めて号数が50番台に達したため、国鉄最後となったこの改正より、臨時列車には（ほかの列車名を含めすべて）80番台の号数を与えるように改めることとなった。
  - 車両についてはクハ481形300番台（非貫通形）が再度配置され、臨時の「鳥海」と共通運用となったほか、普通車座席を従来の回転クロスシート・簡易リクライニングシートから、フリーストップ式リクライニングシートへの交換がこれ以降進捗する。
  - 列車により停車駅は異なるものの、上野駅 - 土浦駅間で停車駅が追加され、新たに北千住駅・松戸駅・柏駅に停車するようになった[注 18]。
- 1989年（平成元年）3月11日：この改正で、以下のように変更。
  1. 651系電車を投入[2]。愛称を「スーパーひたち」として運転開始[2]。
    - 当初は1日7往復。
    - なお、指定券発売時の区別等のため、485系の「ひたち」は号数が100番台に変更された。

  2. 「ホームライナー土浦」が485系で運転開始。
- 1990年（平成2年）3月10日：「ホームタウンひたち」・「おはようライナー土浦」が運転開始。
  - 「おはようフレッシュひたち」などといった列車を運行する基礎となる。また、651系の増備によりこの改正で「スーパーひたち」は15往復へ倍増、ほぼ1時間間隔の運転となり、仙台駅まで運用区間を拡大した。なお、この改正により北千住駅停車が終了する。
  - その一方485系「ひたち」は平駅発着までの運行となり、同時にグリーン車の連結も中止されて7両編成に短縮された。モノクラス化とボンネット型クハの老朽置き換えのため、サロ481形等を改造したサハ481形300番台（8両）およびクハ481形1100番台（8両）が編成に組み込まれた。
- 1992年（平成4年）
  - 3月31日：「ひたち」用485系に新色（濃淡のグレーに薄緑の帯）の車両が登場[20]。
  - 7月1日:上野駅ー会津若松駅間の特急「あいづ」の受け持ちが南秋田運転所から勝田電車区に移管されたため、「あいづ」の送り込みの列車に限り、485系「ひたち」のグリーン車が復活。
- 1993年（平成5年）12月1日：「あいづ」廃止により再び485系「ひたち」のグリーン車の連結は廃止された。「ひたち」の慢性的な混雑解消のため、利用客の多い時間帯に上野駅-勝田駅間で7両編成を2編成に連結した14両編成の運転開始。それに伴い、石岡駅・友部駅・水戸駅・勝田駅でホームの改築工事が実施された。
- 1994年（平成6年）12月3日：臨時急行「十和田」が廃止。
- 1997年（平成9年）10月1日：E653系電車による「フレッシュひたち」が運転開始[21]。
  - 「フレッシュひたち」には当初より、定義が曖昧になっていた「エル特急」の呼称は与えられなかった。
  - また、この改正より号数の100番台使用を取りやめ、「スーパーひたち」・「フレッシュひたち」・「ひたち」をすべて合わせ、1号から順の付番に戻された。
- 1998年（平成10年）12月8日：485系電車の全車が651系電車・E653系電車へ置き換えられたのに伴い、「ひたち」・「さわやかひたち」・「ホームタウンひたち」は名称上消滅。「おはようライナー土浦」・「ホームライナー土浦」を「フレッシュひたち」へ格上げ[新聞 5]。この結果、常磐線の特急列車は「スーパーひたち」・「フレッシュひたち」の2系統となった[新聞 5]。早朝・夜間に1往復あった相馬駅発着列車を原ノ町駅発着に見直し（原ノ町駅で普通列車に接続するよう変更）。上野駅21時30分発の列車（改正前「ホームタウンひたち」、改正後「フレッシュひたち」）を高萩行きからいわき行きに延長し、いわき行き最終を30分繰り下げ。
- 1999年（平成11年）12月4日：上野発21時半の「フレッシュひたち」がいわき行きから高萩行きに戻る。代わりに上野発20時半の「フレッシュひたち」を高萩行きからいわき行きに延長。
- 2002年（平成14年）12月1日：「スーパーひたち」のうち、勝田駅発着系統を「フレッシュひたち」に編入。「スーパーひたち」を含め、JR東日本はこの改正で「エル特急」の呼称を全廃。「ウィークエンドフレッシュひたち」「おはようフレッシュひたち」

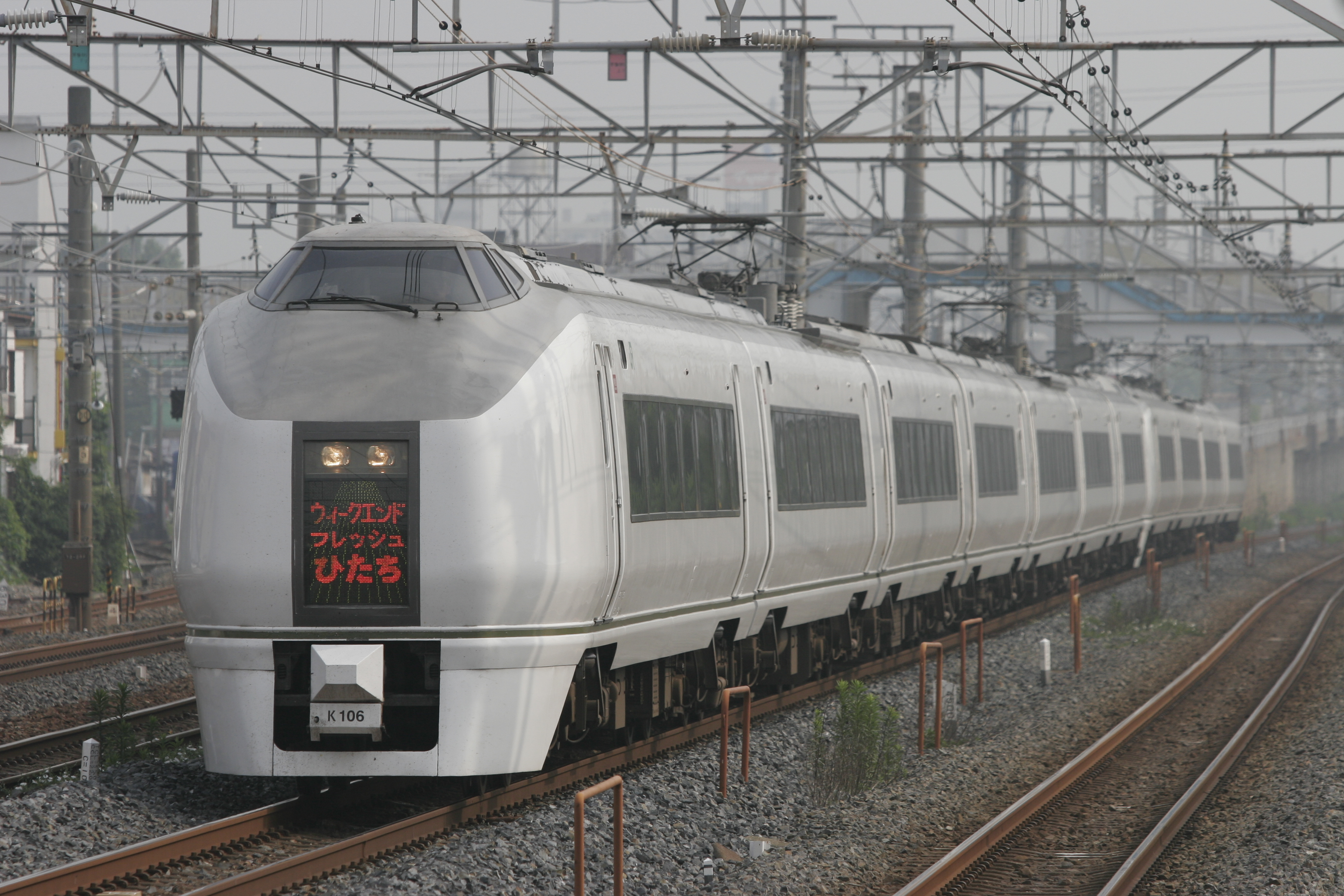
「ウィークエンドフレッシュひたち」

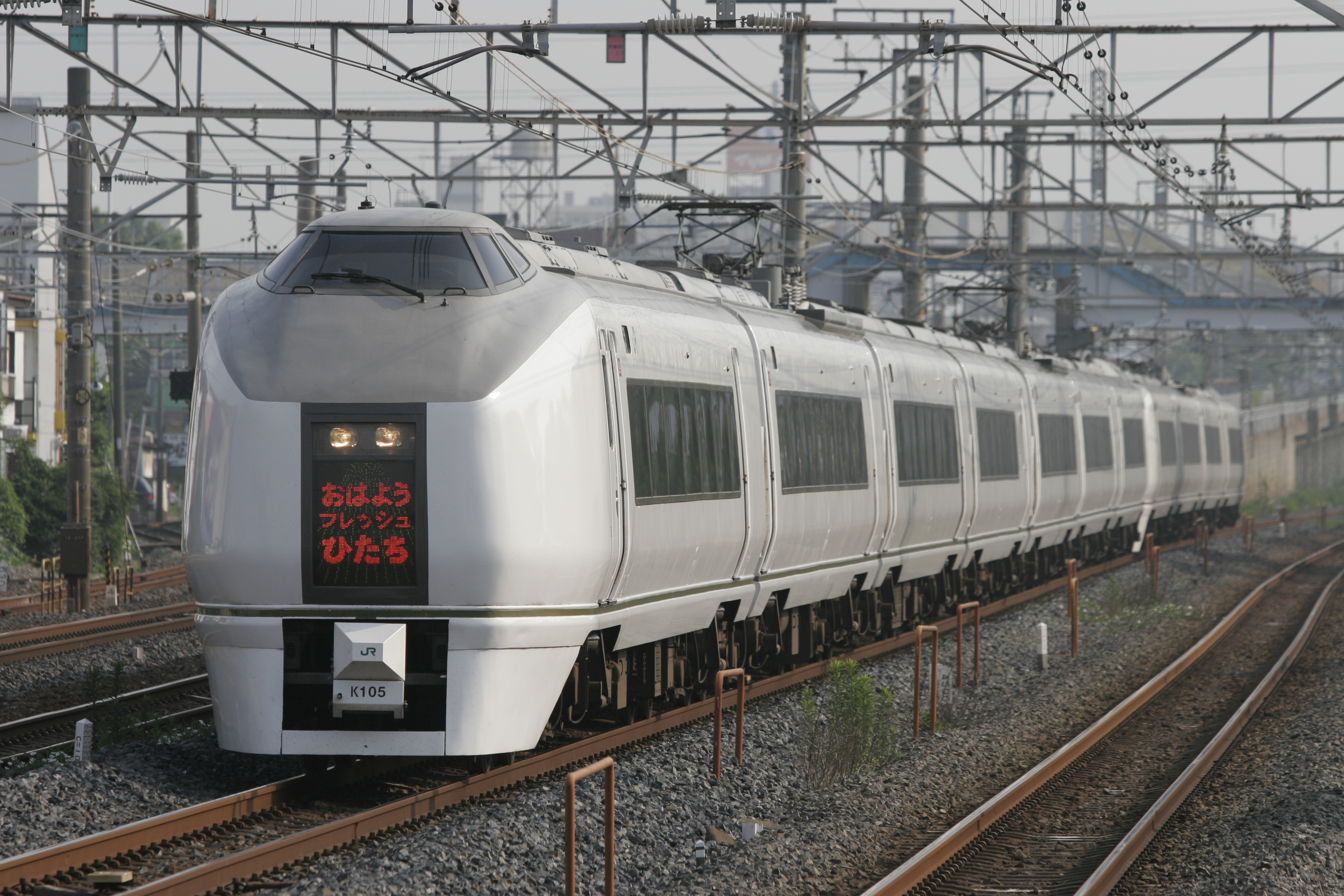
「おはようフレッシュひたち」

- 2004年（平成16年）3月13日：「ウィークエンドフレッシュひたち」運行開始[22]。
- 2005年（平成17年）7月9日：首都圏新都市鉄道つくばエクスプレス線の開業を翌月に控え、競合を織り込んでのダイヤ改正に伴い、列車の増発や停車駅の整理等を行う。
  - 我孫子駅・柏駅・松戸駅に分散されていた千葉県内の「フレッシュひたち」停車駅を柏駅に統一。「おはようフレッシュひたち」、下り「ウィークエンドフレッシュひたち」が定期列車化。上り「ウィークエンドフレッシュひたち」が廃止。
- 2006年（平成18年）3月18日：上り「フレッシュひたち」1本、下り「フレッシュひたち」2本増発（土浦行き）および最終下り「フレッシュひたち」を勝田行きに変更。なお、朝の一部上り「フレッシュひたち」は時刻が繰り上がった。
- 2007年（平成19年）3月18日：全列車全車禁煙になる。

### 東日本大震災による影響とE657系の導入
- 2011年（平成23年）

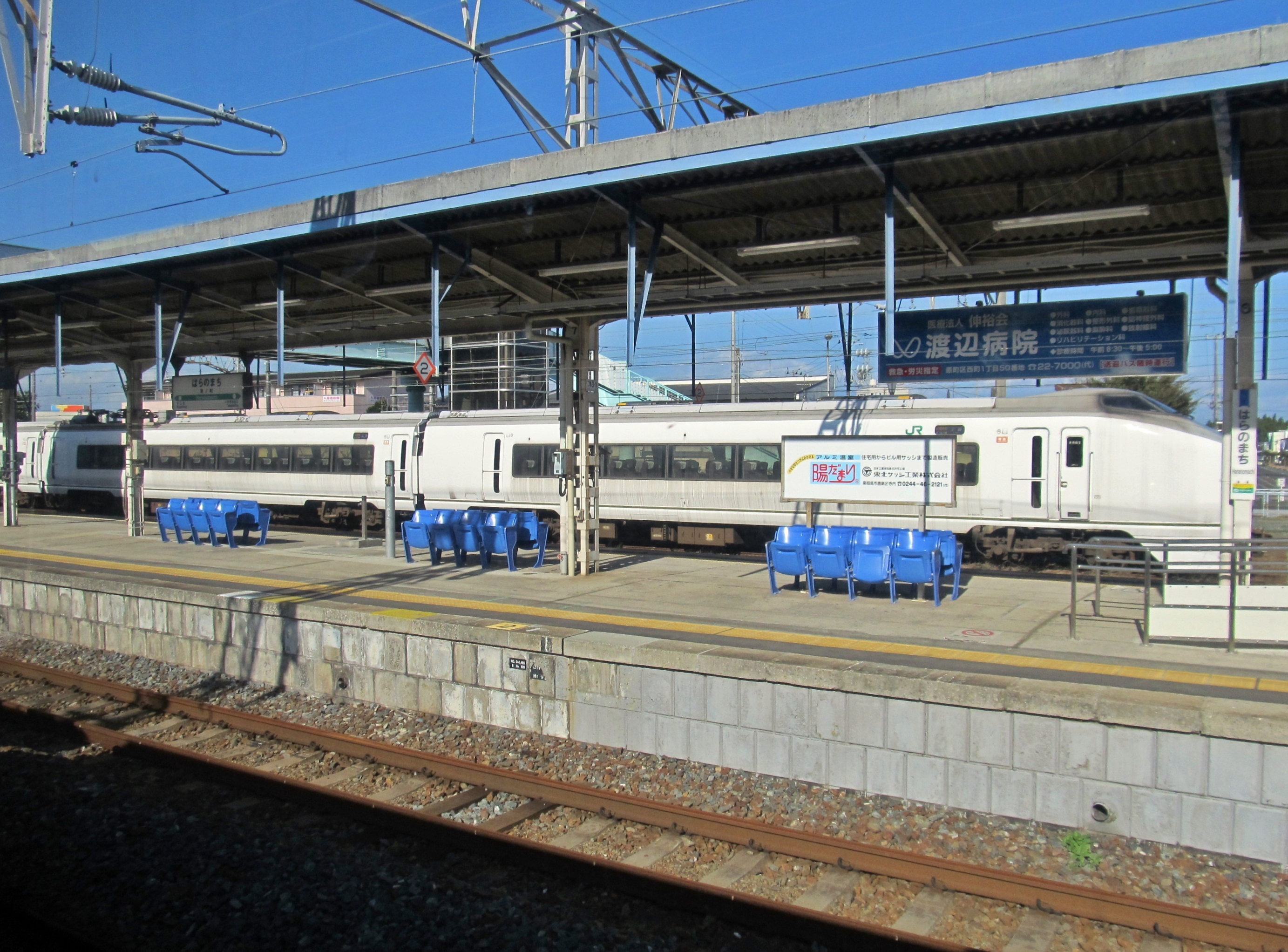
震災の影響で原ノ町駅に留置されたままの651系（K202編成）
  - 3月11日：東北地方太平洋沖地震（東日本大震災）発生による影響で全区間で運休。いわき駅 - 仙台駅間はこの日をもって運休→2012年に当該区間の運行が打ち切りとなった（後述）ため、「スーパーひたち」として最終運行となった。
2011年3月11日の東日本大震災前のいわき駅 - 仙台駅間での停車駅（スーパーひたち）
いわき駅 - 〔四ツ倉駅〕 -（広野駅） - 富岡駅 - （大野駅） - （双葉駅） - 浪江駅 - （小高駅） - 原ノ町駅 - 相馬駅 - （亘理駅） - （岩沼駅） - 仙台駅
（ ）は一部の列車が停車、〔 〕は上りの一部が停車
  - 4月17日：上野駅 - 勝田駅間で運転再開。
  - 4月28日：勝田駅 - いわき駅間で運転再開。この区間ではダイヤを変更しての運行。
  - 5月31日：上野駅 - いわき駅間において震災前の本数に戻る。高萩駅 - いわき駅間では減速運転[報道 21]。
  - 7月1日：上野駅 - いわき駅間のダイヤが震災前に戻る。
- 2012年（平成24年）3月17日：ダイヤ改正により、以下のとおり変更[報道 22]。
  - 一部列車にE657系を導入。
  - いわき発仙台行きの「スーパーひたち1号」の全区間を含む「スーパーひたち」のいわき駅 - 仙台駅間の運行を正式に打ち切ることを発表[注 19]。
- 2013年（平成25年）
  - 3月16日：ダイヤ改正により、以下のとおり変更[報道 13]。
    - 全列車をE657系での運行に統一し、「ひたち」系統からE653系の定期運用離脱。651系についても定期運用離脱で、当時は今後一切定期運用で使用されない予定であった（ただし、後に復活する）。
    - 「フレッシュひたち」を、早朝上り2本・夜間下り1本増発。
    - 18時台以降に上野駅を発車する下り「スーパーひたち」はすべて土浦駅停車とする[注 20]。

  - 10月1日：E657系の改造工事に伴い、「フレッシュひたち」1往復を651系での運用に変更し、およそ半年ぶりに651系の定期運用が復活した[報道 1]。
  - 10月20日：日暮里駅のホーム拡幅工事に伴い、当日の「ひたち」系統は早朝の運休・夜間の平常運転を除き北千住駅発着となる。
- 2014年（平成26年）
  - 5月16日：毎週金曜日の夕方に上り勝田発上野行きで「フレッシュひたち」1本増発運転開始[報道 23]。ただし、2015年1月2日は運転されない[報道 24]。なお、後述の2015年ダイヤ改正後も、「ときわ96号」として同種の列車を継続して運転する。

### 上野東京ライン乗り入れ
- 2015年（平成27年）
  - 3月13日：E657系の改造工事終了に伴い、「フレッシュひたち」1往復の651系運用終了[報道 1]。
  - 3月14日：ダイヤ改正および上野東京ラインの開業により以下のとおりに変更。
    - 「スーパーひたち」・「フレッシュひたち」の名称が廃止され、速達タイプ（上野駅 - 水戸駅間原則ノンストップ）の列車の名称が「ひたち」、停車タイプ（柏駅・土浦駅・石岡駅・友部駅に原則停車）の列車の名称が「ときわ」に変更[報道 8][報道 9]。「ひたち」は1号から30号、「ときわ」は51号から100号が採番され、「1号」の欠番が解消される[報道 25]。
    - 日中の列車を中心に品川駅発着となる[報道 2][報道 3]。「ひたち」は下りの3,5号を除く全列車が品川駅発着。「ときわ」は日中を中心に品川駅発着で、朝と夜は大半が従来どおりの上野駅発着となる。品川駅発着の列車はすべて東京駅にも停車。
    - 水戸駅・勝田駅での乗り継ぎ料金制度を廃止。
    - 松戸駅・取手駅・藤代駅・神立駅・十王駅・大津港駅・植田駅が特急停車駅から外れる[報道 25]。このうち、松戸・取手駅停車は柏駅に、大津港駅停車は磯原駅に、植田駅停車は勿来駅に集約される。高萩駅発着の2往復が勝田駅発着に見直し。
    - 普通車における従来の指定席・自由席の区分が廃止され、新たな着席サービス（全車指定席）が開始される。乗車日・区間のみを指定し、列車・座席を指定しない特急券（座席未指定券）を発売開始。
    - 「ひたち」では石岡・友部駅が停車駅から外れ、土浦駅では上りの停車駅の本数を7本から3本、東海駅では下りの停車駅の本数を2本から1本に減少[報道 25]。
    - 「ときわ」では車内販売サービスが提供されない[報道 26]。

  - 6月30日 : えきねっとチケットレスサービス開始に伴うキャンペーン終了により、えきねっとチケットレスサービスに300円割引キャンペーンが終了。
- 2017年（平成29年）10月14日：ダイヤ改正により以下の通りに変更[報道 27]。
  - 「ひたち」「ときわ」の品川駅発着を平日60本・土休日62本とし、上野駅発着を平日11本・土休日9本として朝を除き大半の列車が品川駅発着となる[報道 27][新聞 6]。
  - 「ひたち」では土浦駅の下りの停車本数を6本から3本に減少[注 21][報道 27]。
  - 「ときわ」では上り1本[注 22]、下り2本[注 23]の運行本数を廃止[注 24]。下りの高萩行きは上野発21時30分から22時発に30分繰り下げ[注 25][報道 27]。
- 2019年（平成31年）3月16日：ダイヤ改正により、車内販売を飲料・菓子類・つまみ類のみの販売に縮小する[報道 28]。

### 2020年代の動き
- 2020年（令和2年）
  - 3月14日：ダイヤ改正および常磐線全線運転再開により以下の通りに変更。
    - 1日1往復設定されていたいわき駅発着の「ときわ」の運転区間見直しに伴い、福島県に乗り入れる「ときわ」が消滅[報道 29]。
    - 仙台駅発着の「ひたち」の運転を3往復に限り再開（下り3号は上野駅始発、その他は品川駅発着）[報道 14][報道 30]。
    - 運行再開後のいわき駅以北で、四ツ倉駅と小高駅が停車駅から外れる。

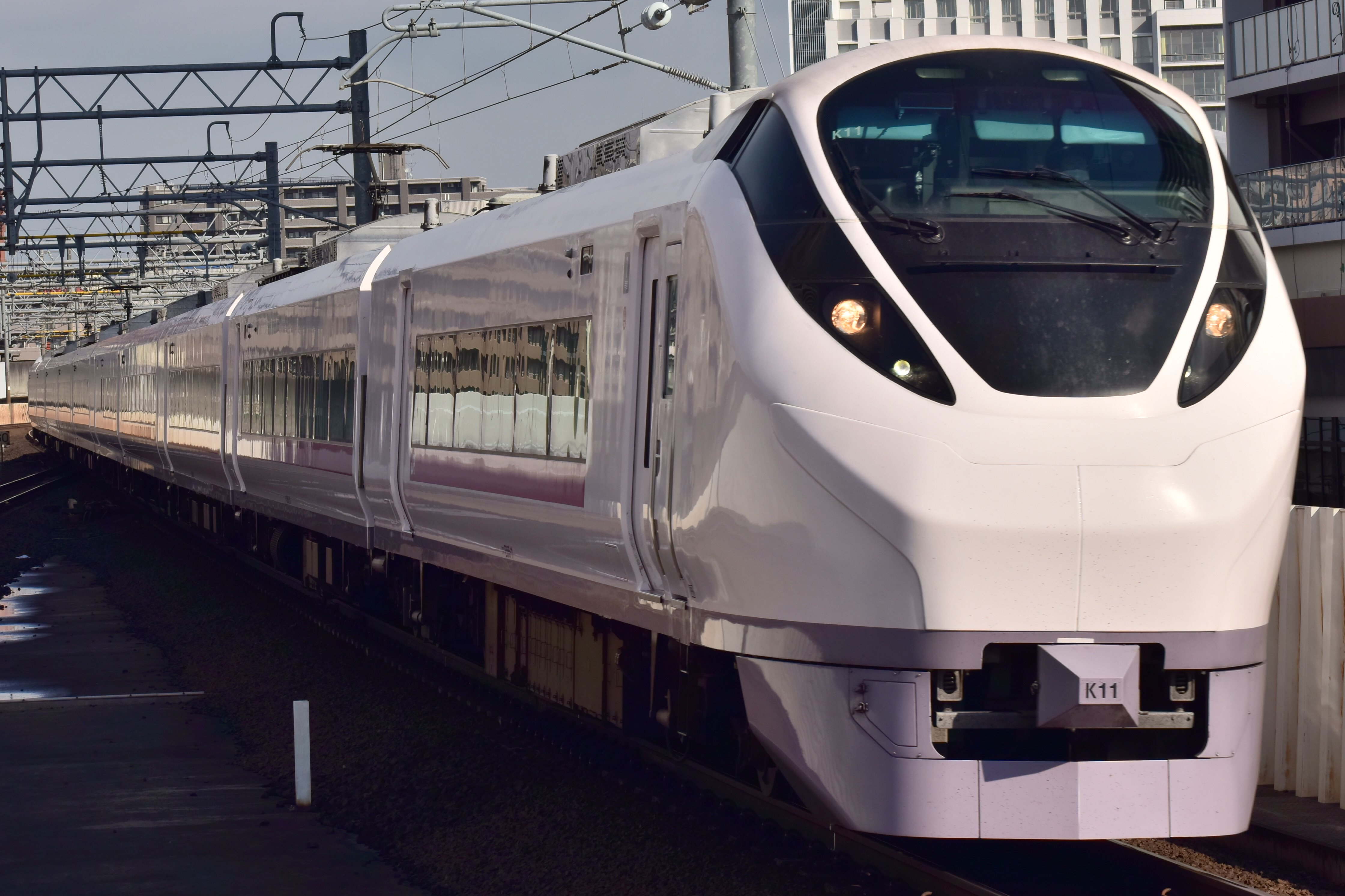
東北本線長町駅を通過する特急ひたち

- - 4月8日：JR東日本が、新型コロナウイルス感染症（COVID-19）の感染拡大防止を理由に、同年4月9日 - 5月31日の「ひたち」「ときわ」の全列車の車内販売の営業を中止することを発表[報道 31]。
  - 4月27日：JR東日本が、新型コロナウイルス感染症（COVID-19）の感染拡大の影響により、同年5月28日以降の「ひたち」「ときわ」の全列車の指定席発売を見合わせることを発表[報道 32]。
  - 5月8日：JR東日本が、新型コロナウイルス感染症（COVID-19）の感染拡大の影響により、同年5月28日以降に運転本数を削減することを発表[報道 33]。
  - 5月13日：JR東日本が、新型コロナウイルス感染症（COVID-19）の感染拡大防止により以下の運転計画および措置の実施を発表。
    - 同年5月21日以降、同年5月28日以降の列車の指定席発売を再開[報道 34]。
    - 同年5月28日以降、「ひたち」4・9・10・15・16・21号、「ときわ」55・61・67・68・74・80号を運休[報道 34]。
    - 「ひたち」「ときわ」の全列車の車内販売の中止を、同年6月1日以降も継続実施[報道 35]。

  - 5月22日：5月13日に発表した運転計画を取りやめ、全列車の運転を行う旨を発表する。
  - 6月19日：JR東日本が、2020年夏の臨時列車の発表を行う。上野東京ライン開業後初となる上野発着の臨時「ひたち」95・98号の運転を発表[報道 36]。
    - 8月12日 - 16日：「ひたち」95・98号が運転される。
- 2021年（令和3年）
  - 2月15日：13日に発生した福島県沖地震により被害を受けた東北新幹線が終日運転見合わせとなったことによる迂回対応として、いわき駅発着の「ひたち」9・22・25号を仙台駅発着に延長。いわき - 仙台間は普通車全車自由席の臨時快速として、原ノ町駅・相馬駅・岩沼駅に停車[報道 37][注 26]。
  - 2月16日：東北新幹線が復旧するまでの間、上記に加えて「ひたち」8号を延長運転[報道 38]。
- 2022年（令和4年）
  - 3月12日：ダイヤ改正により以下の通りに変更[報道 39]。
    - 「ひたち」では土浦駅の下りの停車本数を2017年10月14日ダイヤ改正以前のように3本から6本に増加[注 27]。
    - 「ときわ」では朝時間帯の上り2本と夕夜間の下り3本の運転を取りやめ[注 28]、日中・深夜時間帯においても3本の運転区間を短縮[注 29]。
    - 品川駅発着の列車を増やし、土休日は全列車を品川駅発着とする。
- 2023年（令和5年）
  - 3月18日：ダイヤ改正により以下の通りに変更[報道 40]。
    - 平日の「ひたち」5号を品川始発とし「ひたち」の全列車が品川駅発着に統一される。
    - 「ときわ」の全列車が柏駅に停車する。
- 2025年（令和7年）3月15日：ダイヤ改正により「ときわ53号、54号」を品川発着とし、常磐線特急が全て品川駅発着となる[24]。